# Tượng (cờ vua)
Tượng (♗, ♝) còn được gọi là Voi hoặc Tịnh, là một trong hai loại quân cờ chủ lực nhẹ trên bàn cờ vua (loại còn lại là Mã) và là quân tầm xa như Hậu và Xe.
Mỗi người chơi bắt đầu ván đấu với hai quân Tượng. Vị trí xuất phát ban đầu của một quân là nằm giữa Vua và Mã cánh Vua, còn quân còn lại nằm giữa Hậu và Mã cánh Hậu. Về mặt ký hiệu đại số, vị trí ban đầu của Tượng là ô c1, f1 đối với Trắng và c8, f8 đối với Đen.

## Di chuyển
Tượng di chuyển theo đường chéo và không bị hạn chế về khoảng cách, tức là có thể di chuyển một, hai, hoặc bao nhiêu ô theo đường chéo cũng được. Tuy nhiên, yếu tố cản trở đó là sự có mặt của một quân khác trên đường đi và độ dài đường chéo. Sau khi ăn quân đối phương Tượng sẽ được đặt tại vị trí của quân đó.
Các quân Tượng có thể phân biệt theo cánh xuất phát ban đầu của chúng, như là Tượng cánh Vua và Tượng cánh Hậu. Như một hệ quả của đặc điểm di chuyển theo đường chéo, mỗi quân Tượng luôn luôn chỉ có thể duy trì trên một loại ô màu, trắng hoặc đen. Bởi vậy, chúng cũng thường được gọi là Tượng ô trắng và Tượng ô đen.

Một số nước đi có thể của Tượng

|   | a                                                                     | b                                                                     | c                                                                     | d                                                                     | e                                                                     | f                                                                     | g                                                                     | h                                                                     |   |
| 8 | c8 black bishop · f8 black bishop · c1 white bishop · f1 white bishop | c8 black bishop · f8 black bishop · c1 white bishop · f1 white bishop | c8 black bishop · f8 black bishop · c1 white bishop · f1 white bishop | c8 black bishop · f8 black bishop · c1 white bishop · f1 white bishop | c8 black bishop · f8 black bishop · c1 white bishop · f1 white bishop | c8 black bishop · f8 black bishop · c1 white bishop · f1 white bishop | c8 black bishop · f8 black bishop · c1 white bishop · f1 white bishop | c8 black bishop · f8 black bishop · c1 white bishop · f1 white bishop | 8 |
| 7 | c8 black bishop · f8 black bishop · c1 white bishop · f1 white bishop | c8 black bishop · f8 black bishop · c1 white bishop · f1 white bishop | c8 black bishop · f8 black bishop · c1 white bishop · f1 white bishop | c8 black bishop · f8 black bishop · c1 white bishop · f1 white bishop | c8 black bishop · f8 black bishop · c1 white bishop · f1 white bishop | c8 black bishop · f8 black bishop · c1 white bishop · f1 white bishop | c8 black bishop · f8 black bishop · c1 white bishop · f1 white bishop | c8 black bishop · f8 black bishop · c1 white bishop · f1 white bishop | 7 |
| 6 | c8 black bishop · f8 black bishop · c1 white bishop · f1 white bishop | c8 black bishop · f8 black bishop · c1 white bishop · f1 white bishop | c8 black bishop · f8 black bishop · c1 white bishop · f1 white bishop | c8 black bishop · f8 black bishop · c1 white bishop · f1 white bishop | c8 black bishop · f8 black bishop · c1 white bishop · f1 white bishop | c8 black bishop · f8 black bishop · c1 white bishop · f1 white bishop | c8 black bishop · f8 black bishop · c1 white bishop · f1 white bishop | c8 black bishop · f8 black bishop · c1 white bishop · f1 white bishop | 6 |
| 5 | c8 black bishop · f8 black bishop · c1 white bishop · f1 white bishop | c8 black bishop · f8 black bishop · c1 white bishop · f1 white bishop | c8 black bishop · f8 black bishop · c1 white bishop · f1 white bishop | c8 black bishop · f8 black bishop · c1 white bishop · f1 white bishop | c8 black bishop · f8 black bishop · c1 white bishop · f1 white bishop | c8 black bishop · f8 black bishop · c1 white bishop · f1 white bishop | c8 black bishop · f8 black bishop · c1 white bishop · f1 white bishop | c8 black bishop · f8 black bishop · c1 white bishop · f1 white bishop | 5 |
| 4 | c8 black bishop · f8 black bishop · c1 white bishop · f1 white bishop | c8 black bishop · f8 black bishop · c1 white bishop · f1 white bishop | c8 black bishop · f8 black bishop · c1 white bishop · f1 white bishop | c8 black bishop · f8 black bishop · c1 white bishop · f1 white bishop | c8 black bishop · f8 black bishop · c1 white bishop · f1 white bishop | c8 black bishop · f8 black bishop · c1 white bishop · f1 white bishop | c8 black bishop · f8 black bishop · c1 white bishop · f1 white bishop | c8 black bishop · f8 black bishop · c1 white bishop · f1 white bishop | 4 |
| 3 | c8 black bishop · f8 black bishop · c1 white bishop · f1 white bishop | c8 black bishop · f8 black bishop · c1 white bishop · f1 white bishop | c8 black bishop · f8 black bishop · c1 white bishop · f1 white bishop | c8 black bishop · f8 black bishop · c1 white bishop · f1 white bishop | c8 black bishop · f8 black bishop · c1 white bishop · f1 white bishop | c8 black bishop · f8 black bishop · c1 white bishop · f1 white bishop | c8 black bishop · f8 black bishop · c1 white bishop · f1 white bishop | c8 black bishop · f8 black bishop · c1 white bishop · f1 white bishop | 3 |
| 2 | c8 black bishop · f8 black bishop · c1 white bishop · f1 white bishop | c8 black bishop · f8 black bishop · c1 white bishop · f1 white bishop | c8 black bishop · f8 black bishop · c1 white bishop · f1 white bishop | c8 black bishop · f8 black bishop · c1 white bishop · f1 white bishop | c8 black bishop · f8 black bishop · c1 white bishop · f1 white bishop | c8 black bishop · f8 black bishop · c1 white bishop · f1 white bishop | c8 black bishop · f8 black bishop · c1 white bishop · f1 white bishop | c8 black bishop · f8 black bishop · c1 white bishop · f1 white bishop | 2 |
| 1 | c8 black bishop · f8 black bishop · c1 white bishop · f1 white bishop | c8 black bishop · f8 black bishop · c1 white bishop · f1 white bishop | c8 black bishop · f8 black bishop · c1 white bishop · f1 white bishop | c8 black bishop · f8 black bishop · c1 white bishop · f1 white bishop | c8 black bishop · f8 black bishop · c1 white bishop · f1 white bishop | c8 black bishop · f8 black bishop · c1 white bishop · f1 white bishop | c8 black bishop · f8 black bishop · c1 white bishop · f1 white bishop | c8 black bishop · f8 black bishop · c1 white bishop · f1 white bishop | 1 |
|   | a                                                                     | b                                                                     | c                                                                     | d                                                                     | e                                                                     | f                                                                     | g                                                                     | h                                                                     |   |

|   | a | b | c | d | e | f | g | h |   |
| 8 | h8 black circle · a7 black circle · d7 black pawn · g7 black circle · h7 white circle · b6 black circle · e6 white circle · f6 black circle · g6 white circle · c5 black circle · e5 black circle · f5 white bishop · d4 black bishop · e4 white circle · g4 white circle · c3 black circle · d3 white circle · e3 black circle · h3 white circle · b2 black circle · c2 white pawn · f2 black circle · a1 black circle · g1 black circle | h8 black circle · a7 black circle · d7 black pawn · g7 black circle · h7 white circle · b6 black circle · e6 white circle · f6 black circle · g6 white circle · c5 black circle · e5 black circle · f5 white bishop · d4 black bishop · e4 white circle · g4 white circle · c3 black circle · d3 white circle · e3 black circle · h3 white circle · b2 black circle · c2 white pawn · f2 black circle · a1 black circle · g1 black circle | h8 black circle · a7 black circle · d7 black pawn · g7 black circle · h7 white circle · b6 black circle · e6 white circle · f6 black circle · g6 white circle · c5 black circle · e5 black circle · f5 white bishop · d4 black bishop · e4 white circle · g4 white circle · c3 black circle · d3 white circle · e3 black circle · h3 white circle · b2 black circle · c2 white pawn · f2 black circle · a1 black circle · g1 black circle | h8 black circle · a7 black circle · d7 black pawn · g7 black circle · h7 white circle · b6 black circle · e6 white circle · f6 black circle · g6 white circle · c5 black circle · e5 black circle · f5 white bishop · d4 black bishop · e4 white circle · g4 white circle · c3 black circle · d3 white circle · e3 black circle · h3 white circle · b2 black circle · c2 white pawn · f2 black circle · a1 black circle · g1 black circle | h8 black circle · a7 black circle · d7 black pawn · g7 black circle · h7 white circle · b6 black circle · e6 white circle · f6 black circle · g6 white circle · c5 black circle · e5 black circle · f5 white bishop · d4 black bishop · e4 white circle · g4 white circle · c3 black circle · d3 white circle · e3 black circle · h3 white circle · b2 black circle · c2 white pawn · f2 black circle · a1 black circle · g1 black circle | h8 black circle · a7 black circle · d7 black pawn · g7 black circle · h7 white circle · b6 black circle · e6 white circle · f6 black circle · g6 white circle · c5 black circle · e5 black circle · f5 white bishop · d4 black bishop · e4 white circle · g4 white circle · c3 black circle · d3 white circle · e3 black circle · h3 white circle · b2 black circle · c2 white pawn · f2 black circle · a1 black circle · g1 black circle | h8 black circle · a7 black circle · d7 black pawn · g7 black circle · h7 white circle · b6 black circle · e6 white circle · f6 black circle · g6 white circle · c5 black circle · e5 black circle · f5 white bishop · d4 black bishop · e4 white circle · g4 white circle · c3 black circle · d3 white circle · e3 black circle · h3 white circle · b2 black circle · c2 white pawn · f2 black circle · a1 black circle · g1 black circle | h8 black circle · a7 black circle · d7 black pawn · g7 black circle · h7 white circle · b6 black circle · e6 white circle · f6 black circle · g6 white circle · c5 black circle · e5 black circle · f5 white bishop · d4 black bishop · e4 white circle · g4 white circle · c3 black circle · d3 white circle · e3 black circle · h3 white circle · b2 black circle · c2 white pawn · f2 black circle · a1 black circle · g1 black circle | 8 |
| 7 | h8 black circle · a7 black circle · d7 black pawn · g7 black circle · h7 white circle · b6 black circle · e6 white circle · f6 black circle · g6 white circle · c5 black circle · e5 black circle · f5 white bishop · d4 black bishop · e4 white circle · g4 white circle · c3 black circle · d3 white circle · e3 black circle · h3 white circle · b2 black circle · c2 white pawn · f2 black circle · a1 black circle · g1 black circle | h8 black circle · a7 black circle · d7 black pawn · g7 black circle · h7 white circle · b6 black circle · e6 white circle · f6 black circle · g6 white circle · c5 black circle · e5 black circle · f5 white bishop · d4 black bishop · e4 white circle · g4 white circle · c3 black circle · d3 white circle · e3 black circle · h3 white circle · b2 black circle · c2 white pawn · f2 black circle · a1 black circle · g1 black circle | h8 black circle · a7 black circle · d7 black pawn · g7 black circle · h7 white circle · b6 black circle · e6 white circle · f6 black circle · g6 white circle · c5 black circle · e5 black circle · f5 white bishop · d4 black bishop · e4 white circle · g4 white circle · c3 black circle · d3 white circle · e3 black circle · h3 white circle · b2 black circle · c2 white pawn · f2 black circle · a1 black circle · g1 black circle | h8 black circle · a7 black circle · d7 black pawn · g7 black circle · h7 white circle · b6 black circle · e6 white circle · f6 black circle · g6 white circle · c5 black circle · e5 black circle · f5 white bishop · d4 black bishop · e4 white circle · g4 white circle · c3 black circle · d3 white circle · e3 black circle · h3 white circle · b2 black circle · c2 white pawn · f2 black circle · a1 black circle · g1 black circle | h8 black circle · a7 black circle · d7 black pawn · g7 black circle · h7 white circle · b6 black circle · e6 white circle · f6 black circle · g6 white circle · c5 black circle · e5 black circle · f5 white bishop · d4 black bishop · e4 white circle · g4 white circle · c3 black circle · d3 white circle · e3 black circle · h3 white circle · b2 black circle · c2 white pawn · f2 black circle · a1 black circle · g1 black circle | h8 black circle · a7 black circle · d7 black pawn · g7 black circle · h7 white circle · b6 black circle · e6 white circle · f6 black circle · g6 white circle · c5 black circle · e5 black circle · f5 white bishop · d4 black bishop · e4 white circle · g4 white circle · c3 black circle · d3 white circle · e3 black circle · h3 white circle · b2 black circle · c2 white pawn · f2 black circle · a1 black circle · g1 black circle | h8 black circle · a7 black circle · d7 black pawn · g7 black circle · h7 white circle · b6 black circle · e6 white circle · f6 black circle · g6 white circle · c5 black circle · e5 black circle · f5 white bishop · d4 black bishop · e4 white circle · g4 white circle · c3 black circle · d3 white circle · e3 black circle · h3 white circle · b2 black circle · c2 white pawn · f2 black circle · a1 black circle · g1 black circle | h8 black circle · a7 black circle · d7 black pawn · g7 black circle · h7 white circle · b6 black circle · e6 white circle · f6 black circle · g6 white circle · c5 black circle · e5 black circle · f5 white bishop · d4 black bishop · e4 white circle · g4 white circle · c3 black circle · d3 white circle · e3 black circle · h3 white circle · b2 black circle · c2 white pawn · f2 black circle · a1 black circle · g1 black circle | 7 |
| 6 | h8 black circle · a7 black circle · d7 black pawn · g7 black circle · h7 white circle · b6 black circle · e6 white circle · f6 black circle · g6 white circle · c5 black circle · e5 black circle · f5 white bishop · d4 black bishop · e4 white circle · g4 white circle · c3 black circle · d3 white circle · e3 black circle · h3 white circle · b2 black circle · c2 white pawn · f2 black circle · a1 black circle · g1 black circle | h8 black circle · a7 black circle · d7 black pawn · g7 black circle · h7 white circle · b6 black circle · e6 white circle · f6 black circle · g6 white circle · c5 black circle · e5 black circle · f5 white bishop · d4 black bishop · e4 white circle · g4 white circle · c3 black circle · d3 white circle · e3 black circle · h3 white circle · b2 black circle · c2 white pawn · f2 black circle · a1 black circle · g1 black circle | h8 black circle · a7 black circle · d7 black pawn · g7 black circle · h7 white circle · b6 black circle · e6 white circle · f6 black circle · g6 white circle · c5 black circle · e5 black circle · f5 white bishop · d4 black bishop · e4 white circle · g4 white circle · c3 black circle · d3 white circle · e3 black circle · h3 white circle · b2 black circle · c2 white pawn · f2 black circle · a1 black circle · g1 black circle | h8 black circle · a7 black circle · d7 black pawn · g7 black circle · h7 white circle · b6 black circle · e6 white circle · f6 black circle · g6 white circle · c5 black circle · e5 black circle · f5 white bishop · d4 black bishop · e4 white circle · g4 white circle · c3 black circle · d3 white circle · e3 black circle · h3 white circle · b2 black circle · c2 white pawn · f2 black circle · a1 black circle · g1 black circle | h8 black circle · a7 black circle · d7 black pawn · g7 black circle · h7 white circle · b6 black circle · e6 white circle · f6 black circle · g6 white circle · c5 black circle · e5 black circle · f5 white bishop · d4 black bishop · e4 white circle · g4 white circle · c3 black circle · d3 white circle · e3 black circle · h3 white circle · b2 black circle · c2 white pawn · f2 black circle · a1 black circle · g1 black circle | h8 black circle · a7 black circle · d7 black pawn · g7 black circle · h7 white circle · b6 black circle · e6 white circle · f6 black circle · g6 white circle · c5 black circle · e5 black circle · f5 white bishop · d4 black bishop · e4 white circle · g4 white circle · c3 black circle · d3 white circle · e3 black circle · h3 white circle · b2 black circle · c2 white pawn · f2 black circle · a1 black circle · g1 black circle | h8 black circle · a7 black circle · d7 black pawn · g7 black circle · h7 white circle · b6 black circle · e6 white circle · f6 black circle · g6 white circle · c5 black circle · e5 black circle · f5 white bishop · d4 black bishop · e4 white circle · g4 white circle · c3 black circle · d3 white circle · e3 black circle · h3 white circle · b2 black circle · c2 white pawn · f2 black circle · a1 black circle · g1 black circle | h8 black circle · a7 black circle · d7 black pawn · g7 black circle · h7 white circle · b6 black circle · e6 white circle · f6 black circle · g6 white circle · c5 black circle · e5 black circle · f5 white bishop · d4 black bishop · e4 white circle · g4 white circle · c3 black circle · d3 white circle · e3 black circle · h3 white circle · b2 black circle · c2 white pawn · f2 black circle · a1 black circle · g1 black circle | 6 |
| 5 | h8 black circle · a7 black circle · d7 black pawn · g7 black circle · h7 white circle · b6 black circle · e6 white circle · f6 black circle · g6 white circle · c5 black circle · e5 black circle · f5 white bishop · d4 black bishop · e4 white circle · g4 white circle · c3 black circle · d3 white circle · e3 black circle · h3 white circle · b2 black circle · c2 white pawn · f2 black circle · a1 black circle · g1 black circle | h8 black circle · a7 black circle · d7 black pawn · g7 black circle · h7 white circle · b6 black circle · e6 white circle · f6 black circle · g6 white circle · c5 black circle · e5 black circle · f5 white bishop · d4 black bishop · e4 white circle · g4 white circle · c3 black circle · d3 white circle · e3 black circle · h3 white circle · b2 black circle · c2 white pawn · f2 black circle · a1 black circle · g1 black circle | h8 black circle · a7 black circle · d7 black pawn · g7 black circle · h7 white circle · b6 black circle · e6 white circle · f6 black circle · g6 white circle · c5 black circle · e5 black circle · f5 white bishop · d4 black bishop · e4 white circle · g4 white circle · c3 black circle · d3 white circle · e3 black circle · h3 white circle · b2 black circle · c2 white pawn · f2 black circle · a1 black circle · g1 black circle | h8 black circle · a7 black circle · d7 black pawn · g7 black circle · h7 white circle · b6 black circle · e6 white circle · f6 black circle · g6 white circle · c5 black circle · e5 black circle · f5 white bishop · d4 black bishop · e4 white circle · g4 white circle · c3 black circle · d3 white circle · e3 black circle · h3 white circle · b2 black circle · c2 white pawn · f2 black circle · a1 black circle · g1 black circle | h8 black circle · a7 black circle · d7 black pawn · g7 black circle · h7 white circle · b6 black circle · e6 white circle · f6 black circle · g6 white circle · c5 black circle · e5 black circle · f5 white bishop · d4 black bishop · e4 white circle · g4 white circle · c3 black circle · d3 white circle · e3 black circle · h3 white circle · b2 black circle · c2 white pawn · f2 black circle · a1 black circle · g1 black circle | h8 black circle · a7 black circle · d7 black pawn · g7 black circle · h7 white circle · b6 black circle · e6 white circle · f6 black circle · g6 white circle · c5 black circle · e5 black circle · f5 white bishop · d4 black bishop · e4 white circle · g4 white circle · c3 black circle · d3 white circle · e3 black circle · h3 white circle · b2 black circle · c2 white pawn · f2 black circle · a1 black circle · g1 black circle | h8 black circle · a7 black circle · d7 black pawn · g7 black circle · h7 white circle · b6 black circle · e6 white circle · f6 black circle · g6 white circle · c5 black circle · e5 black circle · f5 white bishop · d4 black bishop · e4 white circle · g4 white circle · c3 black circle · d3 white circle · e3 black circle · h3 white circle · b2 black circle · c2 white pawn · f2 black circle · a1 black circle · g1 black circle | h8 black circle · a7 black circle · d7 black pawn · g7 black circle · h7 white circle · b6 black circle · e6 white circle · f6 black circle · g6 white circle · c5 black circle · e5 black circle · f5 white bishop · d4 black bishop · e4 white circle · g4 white circle · c3 black circle · d3 white circle · e3 black circle · h3 white circle · b2 black circle · c2 white pawn · f2 black circle · a1 black circle · g1 black circle | 5 |
| 4 | h8 black circle · a7 black circle · d7 black pawn · g7 black circle · h7 white circle · b6 black circle · e6 white circle · f6 black circle · g6 white circle · c5 black circle · e5 black circle · f5 white bishop · d4 black bishop · e4 white circle · g4 white circle · c3 black circle · d3 white circle · e3 black circle · h3 white circle · b2 black circle · c2 white pawn · f2 black circle · a1 black circle · g1 black circle | h8 black circle · a7 black circle · d7 black pawn · g7 black circle · h7 white circle · b6 black circle · e6 white circle · f6 black circle · g6 white circle · c5 black circle · e5 black circle · f5 white bishop · d4 black bishop · e4 white circle · g4 white circle · c3 black circle · d3 white circle · e3 black circle · h3 white circle · b2 black circle · c2 white pawn · f2 black circle · a1 black circle · g1 black circle | h8 black circle · a7 black circle · d7 black pawn · g7 black circle · h7 white circle · b6 black circle · e6 white circle · f6 black circle · g6 white circle · c5 black circle · e5 black circle · f5 white bishop · d4 black bishop · e4 white circle · g4 white circle · c3 black circle · d3 white circle · e3 black circle · h3 white circle · b2 black circle · c2 white pawn · f2 black circle · a1 black circle · g1 black circle | h8 black circle · a7 black circle · d7 black pawn · g7 black circle · h7 white circle · b6 black circle · e6 white circle · f6 black circle · g6 white circle · c5 black circle · e5 black circle · f5 white bishop · d4 black bishop · e4 white circle · g4 white circle · c3 black circle · d3 white circle · e3 black circle · h3 white circle · b2 black circle · c2 white pawn · f2 black circle · a1 black circle · g1 black circle | h8 black circle · a7 black circle · d7 black pawn · g7 black circle · h7 white circle · b6 black circle · e6 white circle · f6 black circle · g6 white circle · c5 black circle · e5 black circle · f5 white bishop · d4 black bishop · e4 white circle · g4 white circle · c3 black circle · d3 white circle · e3 black circle · h3 white circle · b2 black circle · c2 white pawn · f2 black circle · a1 black circle · g1 black circle | h8 black circle · a7 black circle · d7 black pawn · g7 black circle · h7 white circle · b6 black circle · e6 white circle · f6 black circle · g6 white circle · c5 black circle · e5 black circle · f5 white bishop · d4 black bishop · e4 white circle · g4 white circle · c3 black circle · d3 white circle · e3 black circle · h3 white circle · b2 black circle · c2 white pawn · f2 black circle · a1 black circle · g1 black circle | h8 black circle · a7 black circle · d7 black pawn · g7 black circle · h7 white circle · b6 black circle · e6 white circle · f6 black circle · g6 white circle · c5 black circle · e5 black circle · f5 white bishop · d4 black bishop · e4 white circle · g4 white circle · c3 black circle · d3 white circle · e3 black circle · h3 white circle · b2 black circle · c2 white pawn · f2 black circle · a1 black circle · g1 black circle | h8 black circle · a7 black circle · d7 black pawn · g7 black circle · h7 white circle · b6 black circle · e6 white circle · f6 black circle · g6 white circle · c5 black circle · e5 black circle · f5 white bishop · d4 black bishop · e4 white circle · g4 white circle · c3 black circle · d3 white circle · e3 black circle · h3 white circle · b2 black circle · c2 white pawn · f2 black circle · a1 black circle · g1 black circle | 4 |
| 3 | h8 black circle · a7 black circle · d7 black pawn · g7 black circle · h7 white circle · b6 black circle · e6 white circle · f6 black circle · g6 white circle · c5 black circle · e5 black circle · f5 white bishop · d4 black bishop · e4 white circle · g4 white circle · c3 black circle · d3 white circle · e3 black circle · h3 white circle · b2 black circle · c2 white pawn · f2 black circle · a1 black circle · g1 black circle | h8 black circle · a7 black circle · d7 black pawn · g7 black circle · h7 white circle · b6 black circle · e6 white circle · f6 black circle · g6 white circle · c5 black circle · e5 black circle · f5 white bishop · d4 black bishop · e4 white circle · g4 white circle · c3 black circle · d3 white circle · e3 black circle · h3 white circle · b2 black circle · c2 white pawn · f2 black circle · a1 black circle · g1 black circle | h8 black circle · a7 black circle · d7 black pawn · g7 black circle · h7 white circle · b6 black circle · e6 white circle · f6 black circle · g6 white circle · c5 black circle · e5 black circle · f5 white bishop · d4 black bishop · e4 white circle · g4 white circle · c3 black circle · d3 white circle · e3 black circle · h3 white circle · b2 black circle · c2 white pawn · f2 black circle · a1 black circle · g1 black circle | h8 black circle · a7 black circle · d7 black pawn · g7 black circle · h7 white circle · b6 black circle · e6 white circle · f6 black circle · g6 white circle · c5 black circle · e5 black circle · f5 white bishop · d4 black bishop · e4 white circle · g4 white circle · c3 black circle · d3 white circle · e3 black circle · h3 white circle · b2 black circle · c2 white pawn · f2 black circle · a1 black circle · g1 black circle | h8 black circle · a7 black circle · d7 black pawn · g7 black circle · h7 white circle · b6 black circle · e6 white circle · f6 black circle · g6 white circle · c5 black circle · e5 black circle · f5 white bishop · d4 black bishop · e4 white circle · g4 white circle · c3 black circle · d3 white circle · e3 black circle · h3 white circle · b2 black circle · c2 white pawn · f2 black circle · a1 black circle · g1 black circle | h8 black circle · a7 black circle · d7 black pawn · g7 black circle · h7 white circle · b6 black circle · e6 white circle · f6 black circle · g6 white circle · c5 black circle · e5 black circle · f5 white bishop · d4 black bishop · e4 white circle · g4 white circle · c3 black circle · d3 white circle · e3 black circle · h3 white circle · b2 black circle · c2 white pawn · f2 black circle · a1 black circle · g1 black circle | h8 black circle · a7 black circle · d7 black pawn · g7 black circle · h7 white circle · b6 black circle · e6 white circle · f6 black circle · g6 white circle · c5 black circle · e5 black circle · f5 white bishop · d4 black bishop · e4 white circle · g4 white circle · c3 black circle · d3 white circle · e3 black circle · h3 white circle · b2 black circle · c2 white pawn · f2 black circle · a1 black circle · g1 black circle | h8 black circle · a7 black circle · d7 black pawn · g7 black circle · h7 white circle · b6 black circle · e6 white circle · f6 black circle · g6 white circle · c5 black circle · e5 black circle · f5 white bishop · d4 black bishop · e4 white circle · g4 white circle · c3 black circle · d3 white circle · e3 black circle · h3 white circle · b2 black circle · c2 white pawn · f2 black circle · a1 black circle · g1 black circle | 3 |
| 2 | h8 black circle · a7 black circle · d7 black pawn · g7 black circle · h7 white circle · b6 black circle · e6 white circle · f6 black circle · g6 white circle · c5 black circle · e5 black circle · f5 white bishop · d4 black bishop · e4 white circle · g4 white circle · c3 black circle · d3 white circle · e3 black circle · h3 white circle · b2 black circle · c2 white pawn · f2 black circle · a1 black circle · g1 black circle | h8 black circle · a7 black circle · d7 black pawn · g7 black circle · h7 white circle · b6 black circle · e6 white circle · f6 black circle · g6 white circle · c5 black circle · e5 black circle · f5 white bishop · d4 black bishop · e4 white circle · g4 white circle · c3 black circle · d3 white circle · e3 black circle · h3 white circle · b2 black circle · c2 white pawn · f2 black circle · a1 black circle · g1 black circle | h8 black circle · a7 black circle · d7 black pawn · g7 black circle · h7 white circle · b6 black circle · e6 white circle · f6 black circle · g6 white circle · c5 black circle · e5 black circle · f5 white bishop · d4 black bishop · e4 white circle · g4 white circle · c3 black circle · d3 white circle · e3 black circle · h3 white circle · b2 black circle · c2 white pawn · f2 black circle · a1 black circle · g1 black circle | h8 black circle · a7 black circle · d7 black pawn · g7 black circle · h7 white circle · b6 black circle · e6 white circle · f6 black circle · g6 white circle · c5 black circle · e5 black circle · f5 white bishop · d4 black bishop · e4 white circle · g4 white circle · c3 black circle · d3 white circle · e3 black circle · h3 white circle · b2 black circle · c2 white pawn · f2 black circle · a1 black circle · g1 black circle | h8 black circle · a7 black circle · d7 black pawn · g7 black circle · h7 white circle · b6 black circle · e6 white circle · f6 black circle · g6 white circle · c5 black circle · e5 black circle · f5 white bishop · d4 black bishop · e4 white circle · g4 white circle · c3 black circle · d3 white circle · e3 black circle · h3 white circle · b2 black circle · c2 white pawn · f2 black circle · a1 black circle · g1 black circle | h8 black circle · a7 black circle · d7 black pawn · g7 black circle · h7 white circle · b6 black circle · e6 white circle · f6 black circle · g6 white circle · c5 black circle · e5 black circle · f5 white bishop · d4 black bishop · e4 white circle · g4 white circle · c3 black circle · d3 white circle · e3 black circle · h3 white circle · b2 black circle · c2 white pawn · f2 black circle · a1 black circle · g1 black circle | h8 black circle · a7 black circle · d7 black pawn · g7 black circle · h7 white circle · b6 black circle · e6 white circle · f6 black circle · g6 white circle · c5 black circle · e5 black circle · f5 white bishop · d4 black bishop · e4 white circle · g4 white circle · c3 black circle · d3 white circle · e3 black circle · h3 white circle · b2 black circle · c2 white pawn · f2 black circle · a1 black circle · g1 black circle | h8 black circle · a7 black circle · d7 black pawn · g7 black circle · h7 white circle · b6 black circle · e6 white circle · f6 black circle · g6 white circle · c5 black circle · e5 black circle · f5 white bishop · d4 black bishop · e4 white circle · g4 white circle · c3 black circle · d3 white circle · e3 black circle · h3 white circle · b2 black circle · c2 white pawn · f2 black circle · a1 black circle · g1 black circle | 2 |
| 1 | h8 black circle · a7 black circle · d7 black pawn · g7 black circle · h7 white circle · b6 black circle · e6 white circle · f6 black circle · g6 white circle · c5 black circle · e5 black circle · f5 white bishop · d4 black bishop · e4 white circle · g4 white circle · c3 black circle · d3 white circle · e3 black circle · h3 white circle · b2 black circle · c2 white pawn · f2 black circle · a1 black circle · g1 black circle | h8 black circle · a7 black circle · d7 black pawn · g7 black circle · h7 white circle · b6 black circle · e6 white circle · f6 black circle · g6 white circle · c5 black circle · e5 black circle · f5 white bishop · d4 black bishop · e4 white circle · g4 white circle · c3 black circle · d3 white circle · e3 black circle · h3 white circle · b2 black circle · c2 white pawn · f2 black circle · a1 black circle · g1 black circle | h8 black circle · a7 black circle · d7 black pawn · g7 black circle · h7 white circle · b6 black circle · e6 white circle · f6 black circle · g6 white circle · c5 black circle · e5 black circle · f5 white bishop · d4 black bishop · e4 white circle · g4 white circle · c3 black circle · d3 white circle · e3 black circle · h3 white circle · b2 black circle · c2 white pawn · f2 black circle · a1 black circle · g1 black circle | h8 black circle · a7 black circle · d7 black pawn · g7 black circle · h7 white circle · b6 black circle · e6 white circle · f6 black circle · g6 white circle · c5 black circle · e5 black circle · f5 white bishop · d4 black bishop · e4 white circle · g4 white circle · c3 black circle · d3 white circle · e3 black circle · h3 white circle · b2 black circle · c2 white pawn · f2 black circle · a1 black circle · g1 black circle | h8 black circle · a7 black circle · d7 black pawn · g7 black circle · h7 white circle · b6 black circle · e6 white circle · f6 black circle · g6 white circle · c5 black circle · e5 black circle · f5 white bishop · d4 black bishop · e4 white circle · g4 white circle · c3 black circle · d3 white circle · e3 black circle · h3 white circle · b2 black circle · c2 white pawn · f2 black circle · a1 black circle · g1 black circle | h8 black circle · a7 black circle · d7 black pawn · g7 black circle · h7 white circle · b6 black circle · e6 white circle · f6 black circle · g6 white circle · c5 black circle · e5 black circle · f5 white bishop · d4 black bishop · e4 white circle · g4 white circle · c3 black circle · d3 white circle · e3 black circle · h3 white circle · b2 black circle · c2 white pawn · f2 black circle · a1 black circle · g1 black circle | h8 black circle · a7 black circle · d7 black pawn · g7 black circle · h7 white circle · b6 black circle · e6 white circle · f6 black circle · g6 white circle · c5 black circle · e5 black circle · f5 white bishop · d4 black bishop · e4 white circle · g4 white circle · c3 black circle · d3 white circle · e3 black circle · h3 white circle · b2 black circle · c2 white pawn · f2 black circle · a1 black circle · g1 black circle | h8 black circle · a7 black circle · d7 black pawn · g7 black circle · h7 white circle · b6 black circle · e6 white circle · f6 black circle · g6 white circle · c5 black circle · e5 black circle · f5 white bishop · d4 black bishop · e4 white circle · g4 white circle · c3 black circle · d3 white circle · e3 black circle · h3 white circle · b2 black circle · c2 white pawn · f2 black circle · a1 black circle · g1 black circle | 1 |
|   | a | b | c | d | e | f | g | h |   |

## So sánh với các quân khác

### Xe
Xe luôn được đánh giá cao hơn Tượng. Một quân Xe nhìn chung có giá trị bằng một quân Tượng cộng thêm hai Tốt. Tượng chỉ có thể đi đến một nửa số ô vuông trên bàn cờ, còn Xe thì có thể đi đến tất cả mọi ô. Trên một bàn cờ trống, một quân Xe luôn luôn tấn công (hay kiểm soát) được 14 ô, còn Tượng thì là từ 7 đến 13 phụ thuộc vị trí đứng (7 nếu đứng ở góc và 13 ở trung tâm). Bên cạnh đó, một Vua và một Xe có thể ép chiếu hết một Vua đơn độc của đối phương, còn một Tượng và Vua thì không.

### Mã
Tổng quan thì Tượng và Mã có sức mạnh tương đương nhau, tuy nhiên điều này có thể thay đổi tùy vào thế trận.
Những kỳ thủ ít kinh nghiệm có xu hướng đánh giá thấp Tượng so với Mã bởi Mã có thể "nhảy" qua đầu quân khác, di chuyển được tới tất cả mọi ô và là một quân chĩa lợi hại (tấn công hai hay nhiều quân cùng lúc). Còn những kỳ thủ giàu kinh nghiệm thì nhận thức được năng lực của Tượng (Mednis 1990:2).
Tượng thường trở nên hiệu quả hơn trong tàn cuộc, khi mà số lượng quân trên bàn cờ đã giảm giúp tăng tầm hoạt động và kiểm soát cho Tượng. Một quân Tượng có thể dễ dàng tạo sự ảnh hưởng lên cả hai cánh, năng lực này của Mã là kém hơn. Trong một tàn cuộc mở, một cặp Tượng chắc chắn là mạnh hơn so với một Tượng và một Mã, hoặc hai Mã. Bởi vậy, các kỳ thủ sở hữu một cặp Tượng có một vũ khí chiến lược, kế hoạch dài hạn là đổi quân để chuyển về một tàn cuộc thuận lợi.
Hai Tượng lệch (một kiểm soát ô trắng và một kiểm soát ô đen) kết hợp với Vua có thể ép chiếu hết, còn hai Mã thì không thể. Một Tượng và một Mã cũng làm được điều tượng tự, nhưng khó hơn nhiều so với hai Tượng lệch.
Trong một số tình thế nhất định một quân Tượng có thể tự làm phí mất một nước (xem triangulation và temp), Mã khó có thể làm được như vậy. Tượng có năng lực xiên hoặc giằng (ghim), còn Mã thì không. Trong một vài tình huống Tượng có thể cản trở việc di chuyển của Mã, trường hợp như vậy gọi là Tượng "thống trị" Mã (hay Tượng chi phối Mã).
Mặt khác, trong khai cuộc và trung cuộc, một quân Tượng có thể bị phong tỏa bởi các quân Tốt của cả hai bên, do đó nó sẽ yếu hơn Mã, quân không bị cản trở bởi quân khác. Còn nữa, trên một bàn cờ đông đúc Mã có rất nhiều cơ hội chiến thuật để chĩa đôi hai quân của đối phương. Tượng cũng có thể chĩa đôi, nhưng cơ hội là rất hiếm. Một ví dụ diễn ra trong thế cờ hình bên phải dưới đây, phát sinh từ khai cuộc Ruy Lopez: 1.e4 e5 2.Mf3 Mc6 3.Tb5 a6 4.Ta4 Mf6 5.0-0 b5 6.Tb3 Te7?! 7.d4 d6 8.c3 Tg4 9.h3!? Txf3 10.Hxf3 exd4 11.Hg3 g6 12.Th6!
|   | a | b | c | d | e | f | g | h |   |
| 8 | b7 white circle · c6 white circle · a5 black knight · d5 white bishop · c4 white circle · b3 white circle | b7 white circle · c6 white circle · a5 black knight · d5 white bishop · c4 white circle · b3 white circle | b7 white circle · c6 white circle · a5 black knight · d5 white bishop · c4 white circle · b3 white circle | b7 white circle · c6 white circle · a5 black knight · d5 white bishop · c4 white circle · b3 white circle | b7 white circle · c6 white circle · a5 black knight · d5 white bishop · c4 white circle · b3 white circle | b7 white circle · c6 white circle · a5 black knight · d5 white bishop · c4 white circle · b3 white circle | b7 white circle · c6 white circle · a5 black knight · d5 white bishop · c4 white circle · b3 white circle | b7 white circle · c6 white circle · a5 black knight · d5 white bishop · c4 white circle · b3 white circle | 8 |
| 7 | b7 white circle · c6 white circle · a5 black knight · d5 white bishop · c4 white circle · b3 white circle | b7 white circle · c6 white circle · a5 black knight · d5 white bishop · c4 white circle · b3 white circle | b7 white circle · c6 white circle · a5 black knight · d5 white bishop · c4 white circle · b3 white circle | b7 white circle · c6 white circle · a5 black knight · d5 white bishop · c4 white circle · b3 white circle | b7 white circle · c6 white circle · a5 black knight · d5 white bishop · c4 white circle · b3 white circle | b7 white circle · c6 white circle · a5 black knight · d5 white bishop · c4 white circle · b3 white circle | b7 white circle · c6 white circle · a5 black knight · d5 white bishop · c4 white circle · b3 white circle | b7 white circle · c6 white circle · a5 black knight · d5 white bishop · c4 white circle · b3 white circle | 7 |
| 6 | b7 white circle · c6 white circle · a5 black knight · d5 white bishop · c4 white circle · b3 white circle | b7 white circle · c6 white circle · a5 black knight · d5 white bishop · c4 white circle · b3 white circle | b7 white circle · c6 white circle · a5 black knight · d5 white bishop · c4 white circle · b3 white circle | b7 white circle · c6 white circle · a5 black knight · d5 white bishop · c4 white circle · b3 white circle | b7 white circle · c6 white circle · a5 black knight · d5 white bishop · c4 white circle · b3 white circle | b7 white circle · c6 white circle · a5 black knight · d5 white bishop · c4 white circle · b3 white circle | b7 white circle · c6 white circle · a5 black knight · d5 white bishop · c4 white circle · b3 white circle | b7 white circle · c6 white circle · a5 black knight · d5 white bishop · c4 white circle · b3 white circle | 6 |
| 5 | b7 white circle · c6 white circle · a5 black knight · d5 white bishop · c4 white circle · b3 white circle | b7 white circle · c6 white circle · a5 black knight · d5 white bishop · c4 white circle · b3 white circle | b7 white circle · c6 white circle · a5 black knight · d5 white bishop · c4 white circle · b3 white circle | b7 white circle · c6 white circle · a5 black knight · d5 white bishop · c4 white circle · b3 white circle | b7 white circle · c6 white circle · a5 black knight · d5 white bishop · c4 white circle · b3 white circle | b7 white circle · c6 white circle · a5 black knight · d5 white bishop · c4 white circle · b3 white circle | b7 white circle · c6 white circle · a5 black knight · d5 white bishop · c4 white circle · b3 white circle | b7 white circle · c6 white circle · a5 black knight · d5 white bishop · c4 white circle · b3 white circle | 5 |
| 4 | b7 white circle · c6 white circle · a5 black knight · d5 white bishop · c4 white circle · b3 white circle | b7 white circle · c6 white circle · a5 black knight · d5 white bishop · c4 white circle · b3 white circle | b7 white circle · c6 white circle · a5 black knight · d5 white bishop · c4 white circle · b3 white circle | b7 white circle · c6 white circle · a5 black knight · d5 white bishop · c4 white circle · b3 white circle | b7 white circle · c6 white circle · a5 black knight · d5 white bishop · c4 white circle · b3 white circle | b7 white circle · c6 white circle · a5 black knight · d5 white bishop · c4 white circle · b3 white circle | b7 white circle · c6 white circle · a5 black knight · d5 white bishop · c4 white circle · b3 white circle | b7 white circle · c6 white circle · a5 black knight · d5 white bishop · c4 white circle · b3 white circle | 4 |
| 3 | b7 white circle · c6 white circle · a5 black knight · d5 white bishop · c4 white circle · b3 white circle | b7 white circle · c6 white circle · a5 black knight · d5 white bishop · c4 white circle · b3 white circle | b7 white circle · c6 white circle · a5 black knight · d5 white bishop · c4 white circle · b3 white circle | b7 white circle · c6 white circle · a5 black knight · d5 white bishop · c4 white circle · b3 white circle | b7 white circle · c6 white circle · a5 black knight · d5 white bishop · c4 white circle · b3 white circle | b7 white circle · c6 white circle · a5 black knight · d5 white bishop · c4 white circle · b3 white circle | b7 white circle · c6 white circle · a5 black knight · d5 white bishop · c4 white circle · b3 white circle | b7 white circle · c6 white circle · a5 black knight · d5 white bishop · c4 white circle · b3 white circle | 3 |
| 2 | b7 white circle · c6 white circle · a5 black knight · d5 white bishop · c4 white circle · b3 white circle | b7 white circle · c6 white circle · a5 black knight · d5 white bishop · c4 white circle · b3 white circle | b7 white circle · c6 white circle · a5 black knight · d5 white bishop · c4 white circle · b3 white circle | b7 white circle · c6 white circle · a5 black knight · d5 white bishop · c4 white circle · b3 white circle | b7 white circle · c6 white circle · a5 black knight · d5 white bishop · c4 white circle · b3 white circle | b7 white circle · c6 white circle · a5 black knight · d5 white bishop · c4 white circle · b3 white circle | b7 white circle · c6 white circle · a5 black knight · d5 white bishop · c4 white circle · b3 white circle | b7 white circle · c6 white circle · a5 black knight · d5 white bishop · c4 white circle · b3 white circle | 2 |
| 1 | b7 white circle · c6 white circle · a5 black knight · d5 white bishop · c4 white circle · b3 white circle | b7 white circle · c6 white circle · a5 black knight · d5 white bishop · c4 white circle · b3 white circle | b7 white circle · c6 white circle · a5 black knight · d5 white bishop · c4 white circle · b3 white circle | b7 white circle · c6 white circle · a5 black knight · d5 white bishop · c4 white circle · b3 white circle | b7 white circle · c6 white circle · a5 black knight · d5 white bishop · c4 white circle · b3 white circle | b7 white circle · c6 white circle · a5 black knight · d5 white bishop · c4 white circle · b3 white circle | b7 white circle · c6 white circle · a5 black knight · d5 white bishop · c4 white circle · b3 white circle | b7 white circle · c6 white circle · a5 black knight · d5 white bishop · c4 white circle · b3 white circle | 1 |
|   | a | b | c | d | e | f | g | h |   |

|   | a | b | c | d | e | f | g | h |   |
| 8 | a8 black rook · d8 black queen · e8 black king · h8 black rook · c7 black pawn · e7 black bishop · f7 black pawn · h7 black pawn · a6 black pawn · c6 black knight · d6 black pawn · f6 black knight · g6 black pawn · h6 white bishop · b5 black pawn · d4 black pawn · e4 white pawn · b3 white bishop · c3 white pawn · g3 white queen · h3 white pawn · a2 white pawn · b2 white pawn · f2 white pawn · g2 white pawn · a1 white rook · b1 white knight · f1 white rook · g1 white king | a8 black rook · d8 black queen · e8 black king · h8 black rook · c7 black pawn · e7 black bishop · f7 black pawn · h7 black pawn · a6 black pawn · c6 black knight · d6 black pawn · f6 black knight · g6 black pawn · h6 white bishop · b5 black pawn · d4 black pawn · e4 white pawn · b3 white bishop · c3 white pawn · g3 white queen · h3 white pawn · a2 white pawn · b2 white pawn · f2 white pawn · g2 white pawn · a1 white rook · b1 white knight · f1 white rook · g1 white king | a8 black rook · d8 black queen · e8 black king · h8 black rook · c7 black pawn · e7 black bishop · f7 black pawn · h7 black pawn · a6 black pawn · c6 black knight · d6 black pawn · f6 black knight · g6 black pawn · h6 white bishop · b5 black pawn · d4 black pawn · e4 white pawn · b3 white bishop · c3 white pawn · g3 white queen · h3 white pawn · a2 white pawn · b2 white pawn · f2 white pawn · g2 white pawn · a1 white rook · b1 white knight · f1 white rook · g1 white king | a8 black rook · d8 black queen · e8 black king · h8 black rook · c7 black pawn · e7 black bishop · f7 black pawn · h7 black pawn · a6 black pawn · c6 black knight · d6 black pawn · f6 black knight · g6 black pawn · h6 white bishop · b5 black pawn · d4 black pawn · e4 white pawn · b3 white bishop · c3 white pawn · g3 white queen · h3 white pawn · a2 white pawn · b2 white pawn · f2 white pawn · g2 white pawn · a1 white rook · b1 white knight · f1 white rook · g1 white king | a8 black rook · d8 black queen · e8 black king · h8 black rook · c7 black pawn · e7 black bishop · f7 black pawn · h7 black pawn · a6 black pawn · c6 black knight · d6 black pawn · f6 black knight · g6 black pawn · h6 white bishop · b5 black pawn · d4 black pawn · e4 white pawn · b3 white bishop · c3 white pawn · g3 white queen · h3 white pawn · a2 white pawn · b2 white pawn · f2 white pawn · g2 white pawn · a1 white rook · b1 white knight · f1 white rook · g1 white king | a8 black rook · d8 black queen · e8 black king · h8 black rook · c7 black pawn · e7 black bishop · f7 black pawn · h7 black pawn · a6 black pawn · c6 black knight · d6 black pawn · f6 black knight · g6 black pawn · h6 white bishop · b5 black pawn · d4 black pawn · e4 white pawn · b3 white bishop · c3 white pawn · g3 white queen · h3 white pawn · a2 white pawn · b2 white pawn · f2 white pawn · g2 white pawn · a1 white rook · b1 white knight · f1 white rook · g1 white king | a8 black rook · d8 black queen · e8 black king · h8 black rook · c7 black pawn · e7 black bishop · f7 black pawn · h7 black pawn · a6 black pawn · c6 black knight · d6 black pawn · f6 black knight · g6 black pawn · h6 white bishop · b5 black pawn · d4 black pawn · e4 white pawn · b3 white bishop · c3 white pawn · g3 white queen · h3 white pawn · a2 white pawn · b2 white pawn · f2 white pawn · g2 white pawn · a1 white rook · b1 white knight · f1 white rook · g1 white king | a8 black rook · d8 black queen · e8 black king · h8 black rook · c7 black pawn · e7 black bishop · f7 black pawn · h7 black pawn · a6 black pawn · c6 black knight · d6 black pawn · f6 black knight · g6 black pawn · h6 white bishop · b5 black pawn · d4 black pawn · e4 white pawn · b3 white bishop · c3 white pawn · g3 white queen · h3 white pawn · a2 white pawn · b2 white pawn · f2 white pawn · g2 white pawn · a1 white rook · b1 white knight · f1 white rook · g1 white king | 8 |
| 7 | a8 black rook · d8 black queen · e8 black king · h8 black rook · c7 black pawn · e7 black bishop · f7 black pawn · h7 black pawn · a6 black pawn · c6 black knight · d6 black pawn · f6 black knight · g6 black pawn · h6 white bishop · b5 black pawn · d4 black pawn · e4 white pawn · b3 white bishop · c3 white pawn · g3 white queen · h3 white pawn · a2 white pawn · b2 white pawn · f2 white pawn · g2 white pawn · a1 white rook · b1 white knight · f1 white rook · g1 white king | a8 black rook · d8 black queen · e8 black king · h8 black rook · c7 black pawn · e7 black bishop · f7 black pawn · h7 black pawn · a6 black pawn · c6 black knight · d6 black pawn · f6 black knight · g6 black pawn · h6 white bishop · b5 black pawn · d4 black pawn · e4 white pawn · b3 white bishop · c3 white pawn · g3 white queen · h3 white pawn · a2 white pawn · b2 white pawn · f2 white pawn · g2 white pawn · a1 white rook · b1 white knight · f1 white rook · g1 white king | a8 black rook · d8 black queen · e8 black king · h8 black rook · c7 black pawn · e7 black bishop · f7 black pawn · h7 black pawn · a6 black pawn · c6 black knight · d6 black pawn · f6 black knight · g6 black pawn · h6 white bishop · b5 black pawn · d4 black pawn · e4 white pawn · b3 white bishop · c3 white pawn · g3 white queen · h3 white pawn · a2 white pawn · b2 white pawn · f2 white pawn · g2 white pawn · a1 white rook · b1 white knight · f1 white rook · g1 white king | a8 black rook · d8 black queen · e8 black king · h8 black rook · c7 black pawn · e7 black bishop · f7 black pawn · h7 black pawn · a6 black pawn · c6 black knight · d6 black pawn · f6 black knight · g6 black pawn · h6 white bishop · b5 black pawn · d4 black pawn · e4 white pawn · b3 white bishop · c3 white pawn · g3 white queen · h3 white pawn · a2 white pawn · b2 white pawn · f2 white pawn · g2 white pawn · a1 white rook · b1 white knight · f1 white rook · g1 white king | a8 black rook · d8 black queen · e8 black king · h8 black rook · c7 black pawn · e7 black bishop · f7 black pawn · h7 black pawn · a6 black pawn · c6 black knight · d6 black pawn · f6 black knight · g6 black pawn · h6 white bishop · b5 black pawn · d4 black pawn · e4 white pawn · b3 white bishop · c3 white pawn · g3 white queen · h3 white pawn · a2 white pawn · b2 white pawn · f2 white pawn · g2 white pawn · a1 white rook · b1 white knight · f1 white rook · g1 white king | a8 black rook · d8 black queen · e8 black king · h8 black rook · c7 black pawn · e7 black bishop · f7 black pawn · h7 black pawn · a6 black pawn · c6 black knight · d6 black pawn · f6 black knight · g6 black pawn · h6 white bishop · b5 black pawn · d4 black pawn · e4 white pawn · b3 white bishop · c3 white pawn · g3 white queen · h3 white pawn · a2 white pawn · b2 white pawn · f2 white pawn · g2 white pawn · a1 white rook · b1 white knight · f1 white rook · g1 white king | a8 black rook · d8 black queen · e8 black king · h8 black rook · c7 black pawn · e7 black bishop · f7 black pawn · h7 black pawn · a6 black pawn · c6 black knight · d6 black pawn · f6 black knight · g6 black pawn · h6 white bishop · b5 black pawn · d4 black pawn · e4 white pawn · b3 white bishop · c3 white pawn · g3 white queen · h3 white pawn · a2 white pawn · b2 white pawn · f2 white pawn · g2 white pawn · a1 white rook · b1 white knight · f1 white rook · g1 white king | a8 black rook · d8 black queen · e8 black king · h8 black rook · c7 black pawn · e7 black bishop · f7 black pawn · h7 black pawn · a6 black pawn · c6 black knight · d6 black pawn · f6 black knight · g6 black pawn · h6 white bishop · b5 black pawn · d4 black pawn · e4 white pawn · b3 white bishop · c3 white pawn · g3 white queen · h3 white pawn · a2 white pawn · b2 white pawn · f2 white pawn · g2 white pawn · a1 white rook · b1 white knight · f1 white rook · g1 white king | 7 |
| 6 | a8 black rook · d8 black queen · e8 black king · h8 black rook · c7 black pawn · e7 black bishop · f7 black pawn · h7 black pawn · a6 black pawn · c6 black knight · d6 black pawn · f6 black knight · g6 black pawn · h6 white bishop · b5 black pawn · d4 black pawn · e4 white pawn · b3 white bishop · c3 white pawn · g3 white queen · h3 white pawn · a2 white pawn · b2 white pawn · f2 white pawn · g2 white pawn · a1 white rook · b1 white knight · f1 white rook · g1 white king | a8 black rook · d8 black queen · e8 black king · h8 black rook · c7 black pawn · e7 black bishop · f7 black pawn · h7 black pawn · a6 black pawn · c6 black knight · d6 black pawn · f6 black knight · g6 black pawn · h6 white bishop · b5 black pawn · d4 black pawn · e4 white pawn · b3 white bishop · c3 white pawn · g3 white queen · h3 white pawn · a2 white pawn · b2 white pawn · f2 white pawn · g2 white pawn · a1 white rook · b1 white knight · f1 white rook · g1 white king | a8 black rook · d8 black queen · e8 black king · h8 black rook · c7 black pawn · e7 black bishop · f7 black pawn · h7 black pawn · a6 black pawn · c6 black knight · d6 black pawn · f6 black knight · g6 black pawn · h6 white bishop · b5 black pawn · d4 black pawn · e4 white pawn · b3 white bishop · c3 white pawn · g3 white queen · h3 white pawn · a2 white pawn · b2 white pawn · f2 white pawn · g2 white pawn · a1 white rook · b1 white knight · f1 white rook · g1 white king | a8 black rook · d8 black queen · e8 black king · h8 black rook · c7 black pawn · e7 black bishop · f7 black pawn · h7 black pawn · a6 black pawn · c6 black knight · d6 black pawn · f6 black knight · g6 black pawn · h6 white bishop · b5 black pawn · d4 black pawn · e4 white pawn · b3 white bishop · c3 white pawn · g3 white queen · h3 white pawn · a2 white pawn · b2 white pawn · f2 white pawn · g2 white pawn · a1 white rook · b1 white knight · f1 white rook · g1 white king | a8 black rook · d8 black queen · e8 black king · h8 black rook · c7 black pawn · e7 black bishop · f7 black pawn · h7 black pawn · a6 black pawn · c6 black knight · d6 black pawn · f6 black knight · g6 black pawn · h6 white bishop · b5 black pawn · d4 black pawn · e4 white pawn · b3 white bishop · c3 white pawn · g3 white queen · h3 white pawn · a2 white pawn · b2 white pawn · f2 white pawn · g2 white pawn · a1 white rook · b1 white knight · f1 white rook · g1 white king | a8 black rook · d8 black queen · e8 black king · h8 black rook · c7 black pawn · e7 black bishop · f7 black pawn · h7 black pawn · a6 black pawn · c6 black knight · d6 black pawn · f6 black knight · g6 black pawn · h6 white bishop · b5 black pawn · d4 black pawn · e4 white pawn · b3 white bishop · c3 white pawn · g3 white queen · h3 white pawn · a2 white pawn · b2 white pawn · f2 white pawn · g2 white pawn · a1 white rook · b1 white knight · f1 white rook · g1 white king | a8 black rook · d8 black queen · e8 black king · h8 black rook · c7 black pawn · e7 black bishop · f7 black pawn · h7 black pawn · a6 black pawn · c6 black knight · d6 black pawn · f6 black knight · g6 black pawn · h6 white bishop · b5 black pawn · d4 black pawn · e4 white pawn · b3 white bishop · c3 white pawn · g3 white queen · h3 white pawn · a2 white pawn · b2 white pawn · f2 white pawn · g2 white pawn · a1 white rook · b1 white knight · f1 white rook · g1 white king | a8 black rook · d8 black queen · e8 black king · h8 black rook · c7 black pawn · e7 black bishop · f7 black pawn · h7 black pawn · a6 black pawn · c6 black knight · d6 black pawn · f6 black knight · g6 black pawn · h6 white bishop · b5 black pawn · d4 black pawn · e4 white pawn · b3 white bishop · c3 white pawn · g3 white queen · h3 white pawn · a2 white pawn · b2 white pawn · f2 white pawn · g2 white pawn · a1 white rook · b1 white knight · f1 white rook · g1 white king | 6 |
| 5 | a8 black rook · d8 black queen · e8 black king · h8 black rook · c7 black pawn · e7 black bishop · f7 black pawn · h7 black pawn · a6 black pawn · c6 black knight · d6 black pawn · f6 black knight · g6 black pawn · h6 white bishop · b5 black pawn · d4 black pawn · e4 white pawn · b3 white bishop · c3 white pawn · g3 white queen · h3 white pawn · a2 white pawn · b2 white pawn · f2 white pawn · g2 white pawn · a1 white rook · b1 white knight · f1 white rook · g1 white king | a8 black rook · d8 black queen · e8 black king · h8 black rook · c7 black pawn · e7 black bishop · f7 black pawn · h7 black pawn · a6 black pawn · c6 black knight · d6 black pawn · f6 black knight · g6 black pawn · h6 white bishop · b5 black pawn · d4 black pawn · e4 white pawn · b3 white bishop · c3 white pawn · g3 white queen · h3 white pawn · a2 white pawn · b2 white pawn · f2 white pawn · g2 white pawn · a1 white rook · b1 white knight · f1 white rook · g1 white king | a8 black rook · d8 black queen · e8 black king · h8 black rook · c7 black pawn · e7 black bishop · f7 black pawn · h7 black pawn · a6 black pawn · c6 black knight · d6 black pawn · f6 black knight · g6 black pawn · h6 white bishop · b5 black pawn · d4 black pawn · e4 white pawn · b3 white bishop · c3 white pawn · g3 white queen · h3 white pawn · a2 white pawn · b2 white pawn · f2 white pawn · g2 white pawn · a1 white rook · b1 white knight · f1 white rook · g1 white king | a8 black rook · d8 black queen · e8 black king · h8 black rook · c7 black pawn · e7 black bishop · f7 black pawn · h7 black pawn · a6 black pawn · c6 black knight · d6 black pawn · f6 black knight · g6 black pawn · h6 white bishop · b5 black pawn · d4 black pawn · e4 white pawn · b3 white bishop · c3 white pawn · g3 white queen · h3 white pawn · a2 white pawn · b2 white pawn · f2 white pawn · g2 white pawn · a1 white rook · b1 white knight · f1 white rook · g1 white king | a8 black rook · d8 black queen · e8 black king · h8 black rook · c7 black pawn · e7 black bishop · f7 black pawn · h7 black pawn · a6 black pawn · c6 black knight · d6 black pawn · f6 black knight · g6 black pawn · h6 white bishop · b5 black pawn · d4 black pawn · e4 white pawn · b3 white bishop · c3 white pawn · g3 white queen · h3 white pawn · a2 white pawn · b2 white pawn · f2 white pawn · g2 white pawn · a1 white rook · b1 white knight · f1 white rook · g1 white king | a8 black rook · d8 black queen · e8 black king · h8 black rook · c7 black pawn · e7 black bishop · f7 black pawn · h7 black pawn · a6 black pawn · c6 black knight · d6 black pawn · f6 black knight · g6 black pawn · h6 white bishop · b5 black pawn · d4 black pawn · e4 white pawn · b3 white bishop · c3 white pawn · g3 white queen · h3 white pawn · a2 white pawn · b2 white pawn · f2 white pawn · g2 white pawn · a1 white rook · b1 white knight · f1 white rook · g1 white king | a8 black rook · d8 black queen · e8 black king · h8 black rook · c7 black pawn · e7 black bishop · f7 black pawn · h7 black pawn · a6 black pawn · c6 black knight · d6 black pawn · f6 black knight · g6 black pawn · h6 white bishop · b5 black pawn · d4 black pawn · e4 white pawn · b3 white bishop · c3 white pawn · g3 white queen · h3 white pawn · a2 white pawn · b2 white pawn · f2 white pawn · g2 white pawn · a1 white rook · b1 white knight · f1 white rook · g1 white king | a8 black rook · d8 black queen · e8 black king · h8 black rook · c7 black pawn · e7 black bishop · f7 black pawn · h7 black pawn · a6 black pawn · c6 black knight · d6 black pawn · f6 black knight · g6 black pawn · h6 white bishop · b5 black pawn · d4 black pawn · e4 white pawn · b3 white bishop · c3 white pawn · g3 white queen · h3 white pawn · a2 white pawn · b2 white pawn · f2 white pawn · g2 white pawn · a1 white rook · b1 white knight · f1 white rook · g1 white king | 5 |
| 4 | a8 black rook · d8 black queen · e8 black king · h8 black rook · c7 black pawn · e7 black bishop · f7 black pawn · h7 black pawn · a6 black pawn · c6 black knight · d6 black pawn · f6 black knight · g6 black pawn · h6 white bishop · b5 black pawn · d4 black pawn · e4 white pawn · b3 white bishop · c3 white pawn · g3 white queen · h3 white pawn · a2 white pawn · b2 white pawn · f2 white pawn · g2 white pawn · a1 white rook · b1 white knight · f1 white rook · g1 white king | a8 black rook · d8 black queen · e8 black king · h8 black rook · c7 black pawn · e7 black bishop · f7 black pawn · h7 black pawn · a6 black pawn · c6 black knight · d6 black pawn · f6 black knight · g6 black pawn · h6 white bishop · b5 black pawn · d4 black pawn · e4 white pawn · b3 white bishop · c3 white pawn · g3 white queen · h3 white pawn · a2 white pawn · b2 white pawn · f2 white pawn · g2 white pawn · a1 white rook · b1 white knight · f1 white rook · g1 white king | a8 black rook · d8 black queen · e8 black king · h8 black rook · c7 black pawn · e7 black bishop · f7 black pawn · h7 black pawn · a6 black pawn · c6 black knight · d6 black pawn · f6 black knight · g6 black pawn · h6 white bishop · b5 black pawn · d4 black pawn · e4 white pawn · b3 white bishop · c3 white pawn · g3 white queen · h3 white pawn · a2 white pawn · b2 white pawn · f2 white pawn · g2 white pawn · a1 white rook · b1 white knight · f1 white rook · g1 white king | a8 black rook · d8 black queen · e8 black king · h8 black rook · c7 black pawn · e7 black bishop · f7 black pawn · h7 black pawn · a6 black pawn · c6 black knight · d6 black pawn · f6 black knight · g6 black pawn · h6 white bishop · b5 black pawn · d4 black pawn · e4 white pawn · b3 white bishop · c3 white pawn · g3 white queen · h3 white pawn · a2 white pawn · b2 white pawn · f2 white pawn · g2 white pawn · a1 white rook · b1 white knight · f1 white rook · g1 white king | a8 black rook · d8 black queen · e8 black king · h8 black rook · c7 black pawn · e7 black bishop · f7 black pawn · h7 black pawn · a6 black pawn · c6 black knight · d6 black pawn · f6 black knight · g6 black pawn · h6 white bishop · b5 black pawn · d4 black pawn · e4 white pawn · b3 white bishop · c3 white pawn · g3 white queen · h3 white pawn · a2 white pawn · b2 white pawn · f2 white pawn · g2 white pawn · a1 white rook · b1 white knight · f1 white rook · g1 white king | a8 black rook · d8 black queen · e8 black king · h8 black rook · c7 black pawn · e7 black bishop · f7 black pawn · h7 black pawn · a6 black pawn · c6 black knight · d6 black pawn · f6 black knight · g6 black pawn · h6 white bishop · b5 black pawn · d4 black pawn · e4 white pawn · b3 white bishop · c3 white pawn · g3 white queen · h3 white pawn · a2 white pawn · b2 white pawn · f2 white pawn · g2 white pawn · a1 white rook · b1 white knight · f1 white rook · g1 white king | a8 black rook · d8 black queen · e8 black king · h8 black rook · c7 black pawn · e7 black bishop · f7 black pawn · h7 black pawn · a6 black pawn · c6 black knight · d6 black pawn · f6 black knight · g6 black pawn · h6 white bishop · b5 black pawn · d4 black pawn · e4 white pawn · b3 white bishop · c3 white pawn · g3 white queen · h3 white pawn · a2 white pawn · b2 white pawn · f2 white pawn · g2 white pawn · a1 white rook · b1 white knight · f1 white rook · g1 white king | a8 black rook · d8 black queen · e8 black king · h8 black rook · c7 black pawn · e7 black bishop · f7 black pawn · h7 black pawn · a6 black pawn · c6 black knight · d6 black pawn · f6 black knight · g6 black pawn · h6 white bishop · b5 black pawn · d4 black pawn · e4 white pawn · b3 white bishop · c3 white pawn · g3 white queen · h3 white pawn · a2 white pawn · b2 white pawn · f2 white pawn · g2 white pawn · a1 white rook · b1 white knight · f1 white rook · g1 white king | 4 |
| 3 | a8 black rook · d8 black queen · e8 black king · h8 black rook · c7 black pawn · e7 black bishop · f7 black pawn · h7 black pawn · a6 black pawn · c6 black knight · d6 black pawn · f6 black knight · g6 black pawn · h6 white bishop · b5 black pawn · d4 black pawn · e4 white pawn · b3 white bishop · c3 white pawn · g3 white queen · h3 white pawn · a2 white pawn · b2 white pawn · f2 white pawn · g2 white pawn · a1 white rook · b1 white knight · f1 white rook · g1 white king | a8 black rook · d8 black queen · e8 black king · h8 black rook · c7 black pawn · e7 black bishop · f7 black pawn · h7 black pawn · a6 black pawn · c6 black knight · d6 black pawn · f6 black knight · g6 black pawn · h6 white bishop · b5 black pawn · d4 black pawn · e4 white pawn · b3 white bishop · c3 white pawn · g3 white queen · h3 white pawn · a2 white pawn · b2 white pawn · f2 white pawn · g2 white pawn · a1 white rook · b1 white knight · f1 white rook · g1 white king | a8 black rook · d8 black queen · e8 black king · h8 black rook · c7 black pawn · e7 black bishop · f7 black pawn · h7 black pawn · a6 black pawn · c6 black knight · d6 black pawn · f6 black knight · g6 black pawn · h6 white bishop · b5 black pawn · d4 black pawn · e4 white pawn · b3 white bishop · c3 white pawn · g3 white queen · h3 white pawn · a2 white pawn · b2 white pawn · f2 white pawn · g2 white pawn · a1 white rook · b1 white knight · f1 white rook · g1 white king | a8 black rook · d8 black queen · e8 black king · h8 black rook · c7 black pawn · e7 black bishop · f7 black pawn · h7 black pawn · a6 black pawn · c6 black knight · d6 black pawn · f6 black knight · g6 black pawn · h6 white bishop · b5 black pawn · d4 black pawn · e4 white pawn · b3 white bishop · c3 white pawn · g3 white queen · h3 white pawn · a2 white pawn · b2 white pawn · f2 white pawn · g2 white pawn · a1 white rook · b1 white knight · f1 white rook · g1 white king | a8 black rook · d8 black queen · e8 black king · h8 black rook · c7 black pawn · e7 black bishop · f7 black pawn · h7 black pawn · a6 black pawn · c6 black knight · d6 black pawn · f6 black knight · g6 black pawn · h6 white bishop · b5 black pawn · d4 black pawn · e4 white pawn · b3 white bishop · c3 white pawn · g3 white queen · h3 white pawn · a2 white pawn · b2 white pawn · f2 white pawn · g2 white pawn · a1 white rook · b1 white knight · f1 white rook · g1 white king | a8 black rook · d8 black queen · e8 black king · h8 black rook · c7 black pawn · e7 black bishop · f7 black pawn · h7 black pawn · a6 black pawn · c6 black knight · d6 black pawn · f6 black knight · g6 black pawn · h6 white bishop · b5 black pawn · d4 black pawn · e4 white pawn · b3 white bishop · c3 white pawn · g3 white queen · h3 white pawn · a2 white pawn · b2 white pawn · f2 white pawn · g2 white pawn · a1 white rook · b1 white knight · f1 white rook · g1 white king | a8 black rook · d8 black queen · e8 black king · h8 black rook · c7 black pawn · e7 black bishop · f7 black pawn · h7 black pawn · a6 black pawn · c6 black knight · d6 black pawn · f6 black knight · g6 black pawn · h6 white bishop · b5 black pawn · d4 black pawn · e4 white pawn · b3 white bishop · c3 white pawn · g3 white queen · h3 white pawn · a2 white pawn · b2 white pawn · f2 white pawn · g2 white pawn · a1 white rook · b1 white knight · f1 white rook · g1 white king | a8 black rook · d8 black queen · e8 black king · h8 black rook · c7 black pawn · e7 black bishop · f7 black pawn · h7 black pawn · a6 black pawn · c6 black knight · d6 black pawn · f6 black knight · g6 black pawn · h6 white bishop · b5 black pawn · d4 black pawn · e4 white pawn · b3 white bishop · c3 white pawn · g3 white queen · h3 white pawn · a2 white pawn · b2 white pawn · f2 white pawn · g2 white pawn · a1 white rook · b1 white knight · f1 white rook · g1 white king | 3 |
| 2 | a8 black rook · d8 black queen · e8 black king · h8 black rook · c7 black pawn · e7 black bishop · f7 black pawn · h7 black pawn · a6 black pawn · c6 black knight · d6 black pawn · f6 black knight · g6 black pawn · h6 white bishop · b5 black pawn · d4 black pawn · e4 white pawn · b3 white bishop · c3 white pawn · g3 white queen · h3 white pawn · a2 white pawn · b2 white pawn · f2 white pawn · g2 white pawn · a1 white rook · b1 white knight · f1 white rook · g1 white king | a8 black rook · d8 black queen · e8 black king · h8 black rook · c7 black pawn · e7 black bishop · f7 black pawn · h7 black pawn · a6 black pawn · c6 black knight · d6 black pawn · f6 black knight · g6 black pawn · h6 white bishop · b5 black pawn · d4 black pawn · e4 white pawn · b3 white bishop · c3 white pawn · g3 white queen · h3 white pawn · a2 white pawn · b2 white pawn · f2 white pawn · g2 white pawn · a1 white rook · b1 white knight · f1 white rook · g1 white king | a8 black rook · d8 black queen · e8 black king · h8 black rook · c7 black pawn · e7 black bishop · f7 black pawn · h7 black pawn · a6 black pawn · c6 black knight · d6 black pawn · f6 black knight · g6 black pawn · h6 white bishop · b5 black pawn · d4 black pawn · e4 white pawn · b3 white bishop · c3 white pawn · g3 white queen · h3 white pawn · a2 white pawn · b2 white pawn · f2 white pawn · g2 white pawn · a1 white rook · b1 white knight · f1 white rook · g1 white king | a8 black rook · d8 black queen · e8 black king · h8 black rook · c7 black pawn · e7 black bishop · f7 black pawn · h7 black pawn · a6 black pawn · c6 black knight · d6 black pawn · f6 black knight · g6 black pawn · h6 white bishop · b5 black pawn · d4 black pawn · e4 white pawn · b3 white bishop · c3 white pawn · g3 white queen · h3 white pawn · a2 white pawn · b2 white pawn · f2 white pawn · g2 white pawn · a1 white rook · b1 white knight · f1 white rook · g1 white king | a8 black rook · d8 black queen · e8 black king · h8 black rook · c7 black pawn · e7 black bishop · f7 black pawn · h7 black pawn · a6 black pawn · c6 black knight · d6 black pawn · f6 black knight · g6 black pawn · h6 white bishop · b5 black pawn · d4 black pawn · e4 white pawn · b3 white bishop · c3 white pawn · g3 white queen · h3 white pawn · a2 white pawn · b2 white pawn · f2 white pawn · g2 white pawn · a1 white rook · b1 white knight · f1 white rook · g1 white king | a8 black rook · d8 black queen · e8 black king · h8 black rook · c7 black pawn · e7 black bishop · f7 black pawn · h7 black pawn · a6 black pawn · c6 black knight · d6 black pawn · f6 black knight · g6 black pawn · h6 white bishop · b5 black pawn · d4 black pawn · e4 white pawn · b3 white bishop · c3 white pawn · g3 white queen · h3 white pawn · a2 white pawn · b2 white pawn · f2 white pawn · g2 white pawn · a1 white rook · b1 white knight · f1 white rook · g1 white king | a8 black rook · d8 black queen · e8 black king · h8 black rook · c7 black pawn · e7 black bishop · f7 black pawn · h7 black pawn · a6 black pawn · c6 black knight · d6 black pawn · f6 black knight · g6 black pawn · h6 white bishop · b5 black pawn · d4 black pawn · e4 white pawn · b3 white bishop · c3 white pawn · g3 white queen · h3 white pawn · a2 white pawn · b2 white pawn · f2 white pawn · g2 white pawn · a1 white rook · b1 white knight · f1 white rook · g1 white king | a8 black rook · d8 black queen · e8 black king · h8 black rook · c7 black pawn · e7 black bishop · f7 black pawn · h7 black pawn · a6 black pawn · c6 black knight · d6 black pawn · f6 black knight · g6 black pawn · h6 white bishop · b5 black pawn · d4 black pawn · e4 white pawn · b3 white bishop · c3 white pawn · g3 white queen · h3 white pawn · a2 white pawn · b2 white pawn · f2 white pawn · g2 white pawn · a1 white rook · b1 white knight · f1 white rook · g1 white king | 2 |
| 1 | a8 black rook · d8 black queen · e8 black king · h8 black rook · c7 black pawn · e7 black bishop · f7 black pawn · h7 black pawn · a6 black pawn · c6 black knight · d6 black pawn · f6 black knight · g6 black pawn · h6 white bishop · b5 black pawn · d4 black pawn · e4 white pawn · b3 white bishop · c3 white pawn · g3 white queen · h3 white pawn · a2 white pawn · b2 white pawn · f2 white pawn · g2 white pawn · a1 white rook · b1 white knight · f1 white rook · g1 white king | a8 black rook · d8 black queen · e8 black king · h8 black rook · c7 black pawn · e7 black bishop · f7 black pawn · h7 black pawn · a6 black pawn · c6 black knight · d6 black pawn · f6 black knight · g6 black pawn · h6 white bishop · b5 black pawn · d4 black pawn · e4 white pawn · b3 white bishop · c3 white pawn · g3 white queen · h3 white pawn · a2 white pawn · b2 white pawn · f2 white pawn · g2 white pawn · a1 white rook · b1 white knight · f1 white rook · g1 white king | a8 black rook · d8 black queen · e8 black king · h8 black rook · c7 black pawn · e7 black bishop · f7 black pawn · h7 black pawn · a6 black pawn · c6 black knight · d6 black pawn · f6 black knight · g6 black pawn · h6 white bishop · b5 black pawn · d4 black pawn · e4 white pawn · b3 white bishop · c3 white pawn · g3 white queen · h3 white pawn · a2 white pawn · b2 white pawn · f2 white pawn · g2 white pawn · a1 white rook · b1 white knight · f1 white rook · g1 white king | a8 black rook · d8 black queen · e8 black king · h8 black rook · c7 black pawn · e7 black bishop · f7 black pawn · h7 black pawn · a6 black pawn · c6 black knight · d6 black pawn · f6 black knight · g6 black pawn · h6 white bishop · b5 black pawn · d4 black pawn · e4 white pawn · b3 white bishop · c3 white pawn · g3 white queen · h3 white pawn · a2 white pawn · b2 white pawn · f2 white pawn · g2 white pawn · a1 white rook · b1 white knight · f1 white rook · g1 white king | a8 black rook · d8 black queen · e8 black king · h8 black rook · c7 black pawn · e7 black bishop · f7 black pawn · h7 black pawn · a6 black pawn · c6 black knight · d6 black pawn · f6 black knight · g6 black pawn · h6 white bishop · b5 black pawn · d4 black pawn · e4 white pawn · b3 white bishop · c3 white pawn · g3 white queen · h3 white pawn · a2 white pawn · b2 white pawn · f2 white pawn · g2 white pawn · a1 white rook · b1 white knight · f1 white rook · g1 white king | a8 black rook · d8 black queen · e8 black king · h8 black rook · c7 black pawn · e7 black bishop · f7 black pawn · h7 black pawn · a6 black pawn · c6 black knight · d6 black pawn · f6 black knight · g6 black pawn · h6 white bishop · b5 black pawn · d4 black pawn · e4 white pawn · b3 white bishop · c3 white pawn · g3 white queen · h3 white pawn · a2 white pawn · b2 white pawn · f2 white pawn · g2 white pawn · a1 white rook · b1 white knight · f1 white rook · g1 white king | a8 black rook · d8 black queen · e8 black king · h8 black rook · c7 black pawn · e7 black bishop · f7 black pawn · h7 black pawn · a6 black pawn · c6 black knight · d6 black pawn · f6 black knight · g6 black pawn · h6 white bishop · b5 black pawn · d4 black pawn · e4 white pawn · b3 white bishop · c3 white pawn · g3 white queen · h3 white pawn · a2 white pawn · b2 white pawn · f2 white pawn · g2 white pawn · a1 white rook · b1 white knight · f1 white rook · g1 white king | a8 black rook · d8 black queen · e8 black king · h8 black rook · c7 black pawn · e7 black bishop · f7 black pawn · h7 black pawn · a6 black pawn · c6 black knight · d6 black pawn · f6 black knight · g6 black pawn · h6 white bishop · b5 black pawn · d4 black pawn · e4 white pawn · b3 white bishop · c3 white pawn · g3 white queen · h3 white pawn · a2 white pawn · b2 white pawn · f2 white pawn · g2 white pawn · a1 white rook · b1 white knight · f1 white rook · g1 white king | 1 |
|   | a | b | c | d | e | f | g | h |   |

Nhìn chung, Mã hiệu quả hơn trong một thế trận đông quân, thường là khai cuộc và trung cuộc; còn trong cờ tàn hoặc những thế cờ mở, thông thoáng, Tượng được đánh giá cao hơn Mã.

### Các quân còn lại
Giữa Tượng và các quân còn lại có sự chênh lệch. Hậu thì quá mạnh so với Tượng khi sở hữu chính năng lực của Tượng cộng thêm với năng lực của Xe. Tốt là quân yếu nhất trên bàn cờ và không thể so với Tượng. Còn Vua là quân cờ đặc biệt vì lý do không thể để mất, tuy nhiên xét về năng lực chiến đấu, Vua có giá trị là 3 bằng với Tượng, dù vậy tầm hoạt động của Vua hạn chế hơn nhiều khi chỉ di chuyển được với khoảng cách một ô cho mỗi nước đi.

## Trong ván đấu

### Tượng tốt và Tượng xấu
|   | a | b | c | d | e | f | g | h |   |
| 8 | c8 black bishop · g8 black king · d7 black knight · e7 black queen · f7 black rook · h7 black pawn · c6 black pawn · e6 black pawn · g6 black pawn · b5 black pawn · c5 white pawn · d5 black pawn · e5 white pawn · b4 white pawn · d4 white queen · f4 white pawn · b2 white knight · e2 white bishop · g2 white pawn · h2 white pawn · a1 white rook · g1 white king | c8 black bishop · g8 black king · d7 black knight · e7 black queen · f7 black rook · h7 black pawn · c6 black pawn · e6 black pawn · g6 black pawn · b5 black pawn · c5 white pawn · d5 black pawn · e5 white pawn · b4 white pawn · d4 white queen · f4 white pawn · b2 white knight · e2 white bishop · g2 white pawn · h2 white pawn · a1 white rook · g1 white king | c8 black bishop · g8 black king · d7 black knight · e7 black queen · f7 black rook · h7 black pawn · c6 black pawn · e6 black pawn · g6 black pawn · b5 black pawn · c5 white pawn · d5 black pawn · e5 white pawn · b4 white pawn · d4 white queen · f4 white pawn · b2 white knight · e2 white bishop · g2 white pawn · h2 white pawn · a1 white rook · g1 white king | c8 black bishop · g8 black king · d7 black knight · e7 black queen · f7 black rook · h7 black pawn · c6 black pawn · e6 black pawn · g6 black pawn · b5 black pawn · c5 white pawn · d5 black pawn · e5 white pawn · b4 white pawn · d4 white queen · f4 white pawn · b2 white knight · e2 white bishop · g2 white pawn · h2 white pawn · a1 white rook · g1 white king | c8 black bishop · g8 black king · d7 black knight · e7 black queen · f7 black rook · h7 black pawn · c6 black pawn · e6 black pawn · g6 black pawn · b5 black pawn · c5 white pawn · d5 black pawn · e5 white pawn · b4 white pawn · d4 white queen · f4 white pawn · b2 white knight · e2 white bishop · g2 white pawn · h2 white pawn · a1 white rook · g1 white king | c8 black bishop · g8 black king · d7 black knight · e7 black queen · f7 black rook · h7 black pawn · c6 black pawn · e6 black pawn · g6 black pawn · b5 black pawn · c5 white pawn · d5 black pawn · e5 white pawn · b4 white pawn · d4 white queen · f4 white pawn · b2 white knight · e2 white bishop · g2 white pawn · h2 white pawn · a1 white rook · g1 white king | c8 black bishop · g8 black king · d7 black knight · e7 black queen · f7 black rook · h7 black pawn · c6 black pawn · e6 black pawn · g6 black pawn · b5 black pawn · c5 white pawn · d5 black pawn · e5 white pawn · b4 white pawn · d4 white queen · f4 white pawn · b2 white knight · e2 white bishop · g2 white pawn · h2 white pawn · a1 white rook · g1 white king | c8 black bishop · g8 black king · d7 black knight · e7 black queen · f7 black rook · h7 black pawn · c6 black pawn · e6 black pawn · g6 black pawn · b5 black pawn · c5 white pawn · d5 black pawn · e5 white pawn · b4 white pawn · d4 white queen · f4 white pawn · b2 white knight · e2 white bishop · g2 white pawn · h2 white pawn · a1 white rook · g1 white king | 8 |
| 7 | c8 black bishop · g8 black king · d7 black knight · e7 black queen · f7 black rook · h7 black pawn · c6 black pawn · e6 black pawn · g6 black pawn · b5 black pawn · c5 white pawn · d5 black pawn · e5 white pawn · b4 white pawn · d4 white queen · f4 white pawn · b2 white knight · e2 white bishop · g2 white pawn · h2 white pawn · a1 white rook · g1 white king | c8 black bishop · g8 black king · d7 black knight · e7 black queen · f7 black rook · h7 black pawn · c6 black pawn · e6 black pawn · g6 black pawn · b5 black pawn · c5 white pawn · d5 black pawn · e5 white pawn · b4 white pawn · d4 white queen · f4 white pawn · b2 white knight · e2 white bishop · g2 white pawn · h2 white pawn · a1 white rook · g1 white king | c8 black bishop · g8 black king · d7 black knight · e7 black queen · f7 black rook · h7 black pawn · c6 black pawn · e6 black pawn · g6 black pawn · b5 black pawn · c5 white pawn · d5 black pawn · e5 white pawn · b4 white pawn · d4 white queen · f4 white pawn · b2 white knight · e2 white bishop · g2 white pawn · h2 white pawn · a1 white rook · g1 white king | c8 black bishop · g8 black king · d7 black knight · e7 black queen · f7 black rook · h7 black pawn · c6 black pawn · e6 black pawn · g6 black pawn · b5 black pawn · c5 white pawn · d5 black pawn · e5 white pawn · b4 white pawn · d4 white queen · f4 white pawn · b2 white knight · e2 white bishop · g2 white pawn · h2 white pawn · a1 white rook · g1 white king | c8 black bishop · g8 black king · d7 black knight · e7 black queen · f7 black rook · h7 black pawn · c6 black pawn · e6 black pawn · g6 black pawn · b5 black pawn · c5 white pawn · d5 black pawn · e5 white pawn · b4 white pawn · d4 white queen · f4 white pawn · b2 white knight · e2 white bishop · g2 white pawn · h2 white pawn · a1 white rook · g1 white king | c8 black bishop · g8 black king · d7 black knight · e7 black queen · f7 black rook · h7 black pawn · c6 black pawn · e6 black pawn · g6 black pawn · b5 black pawn · c5 white pawn · d5 black pawn · e5 white pawn · b4 white pawn · d4 white queen · f4 white pawn · b2 white knight · e2 white bishop · g2 white pawn · h2 white pawn · a1 white rook · g1 white king | c8 black bishop · g8 black king · d7 black knight · e7 black queen · f7 black rook · h7 black pawn · c6 black pawn · e6 black pawn · g6 black pawn · b5 black pawn · c5 white pawn · d5 black pawn · e5 white pawn · b4 white pawn · d4 white queen · f4 white pawn · b2 white knight · e2 white bishop · g2 white pawn · h2 white pawn · a1 white rook · g1 white king | c8 black bishop · g8 black king · d7 black knight · e7 black queen · f7 black rook · h7 black pawn · c6 black pawn · e6 black pawn · g6 black pawn · b5 black pawn · c5 white pawn · d5 black pawn · e5 white pawn · b4 white pawn · d4 white queen · f4 white pawn · b2 white knight · e2 white bishop · g2 white pawn · h2 white pawn · a1 white rook · g1 white king | 7 |
| 6 | c8 black bishop · g8 black king · d7 black knight · e7 black queen · f7 black rook · h7 black pawn · c6 black pawn · e6 black pawn · g6 black pawn · b5 black pawn · c5 white pawn · d5 black pawn · e5 white pawn · b4 white pawn · d4 white queen · f4 white pawn · b2 white knight · e2 white bishop · g2 white pawn · h2 white pawn · a1 white rook · g1 white king | c8 black bishop · g8 black king · d7 black knight · e7 black queen · f7 black rook · h7 black pawn · c6 black pawn · e6 black pawn · g6 black pawn · b5 black pawn · c5 white pawn · d5 black pawn · e5 white pawn · b4 white pawn · d4 white queen · f4 white pawn · b2 white knight · e2 white bishop · g2 white pawn · h2 white pawn · a1 white rook · g1 white king | c8 black bishop · g8 black king · d7 black knight · e7 black queen · f7 black rook · h7 black pawn · c6 black pawn · e6 black pawn · g6 black pawn · b5 black pawn · c5 white pawn · d5 black pawn · e5 white pawn · b4 white pawn · d4 white queen · f4 white pawn · b2 white knight · e2 white bishop · g2 white pawn · h2 white pawn · a1 white rook · g1 white king | c8 black bishop · g8 black king · d7 black knight · e7 black queen · f7 black rook · h7 black pawn · c6 black pawn · e6 black pawn · g6 black pawn · b5 black pawn · c5 white pawn · d5 black pawn · e5 white pawn · b4 white pawn · d4 white queen · f4 white pawn · b2 white knight · e2 white bishop · g2 white pawn · h2 white pawn · a1 white rook · g1 white king | c8 black bishop · g8 black king · d7 black knight · e7 black queen · f7 black rook · h7 black pawn · c6 black pawn · e6 black pawn · g6 black pawn · b5 black pawn · c5 white pawn · d5 black pawn · e5 white pawn · b4 white pawn · d4 white queen · f4 white pawn · b2 white knight · e2 white bishop · g2 white pawn · h2 white pawn · a1 white rook · g1 white king | c8 black bishop · g8 black king · d7 black knight · e7 black queen · f7 black rook · h7 black pawn · c6 black pawn · e6 black pawn · g6 black pawn · b5 black pawn · c5 white pawn · d5 black pawn · e5 white pawn · b4 white pawn · d4 white queen · f4 white pawn · b2 white knight · e2 white bishop · g2 white pawn · h2 white pawn · a1 white rook · g1 white king | c8 black bishop · g8 black king · d7 black knight · e7 black queen · f7 black rook · h7 black pawn · c6 black pawn · e6 black pawn · g6 black pawn · b5 black pawn · c5 white pawn · d5 black pawn · e5 white pawn · b4 white pawn · d4 white queen · f4 white pawn · b2 white knight · e2 white bishop · g2 white pawn · h2 white pawn · a1 white rook · g1 white king | c8 black bishop · g8 black king · d7 black knight · e7 black queen · f7 black rook · h7 black pawn · c6 black pawn · e6 black pawn · g6 black pawn · b5 black pawn · c5 white pawn · d5 black pawn · e5 white pawn · b4 white pawn · d4 white queen · f4 white pawn · b2 white knight · e2 white bishop · g2 white pawn · h2 white pawn · a1 white rook · g1 white king | 6 |
| 5 | c8 black bishop · g8 black king · d7 black knight · e7 black queen · f7 black rook · h7 black pawn · c6 black pawn · e6 black pawn · g6 black pawn · b5 black pawn · c5 white pawn · d5 black pawn · e5 white pawn · b4 white pawn · d4 white queen · f4 white pawn · b2 white knight · e2 white bishop · g2 white pawn · h2 white pawn · a1 white rook · g1 white king | c8 black bishop · g8 black king · d7 black knight · e7 black queen · f7 black rook · h7 black pawn · c6 black pawn · e6 black pawn · g6 black pawn · b5 black pawn · c5 white pawn · d5 black pawn · e5 white pawn · b4 white pawn · d4 white queen · f4 white pawn · b2 white knight · e2 white bishop · g2 white pawn · h2 white pawn · a1 white rook · g1 white king | c8 black bishop · g8 black king · d7 black knight · e7 black queen · f7 black rook · h7 black pawn · c6 black pawn · e6 black pawn · g6 black pawn · b5 black pawn · c5 white pawn · d5 black pawn · e5 white pawn · b4 white pawn · d4 white queen · f4 white pawn · b2 white knight · e2 white bishop · g2 white pawn · h2 white pawn · a1 white rook · g1 white king | c8 black bishop · g8 black king · d7 black knight · e7 black queen · f7 black rook · h7 black pawn · c6 black pawn · e6 black pawn · g6 black pawn · b5 black pawn · c5 white pawn · d5 black pawn · e5 white pawn · b4 white pawn · d4 white queen · f4 white pawn · b2 white knight · e2 white bishop · g2 white pawn · h2 white pawn · a1 white rook · g1 white king | c8 black bishop · g8 black king · d7 black knight · e7 black queen · f7 black rook · h7 black pawn · c6 black pawn · e6 black pawn · g6 black pawn · b5 black pawn · c5 white pawn · d5 black pawn · e5 white pawn · b4 white pawn · d4 white queen · f4 white pawn · b2 white knight · e2 white bishop · g2 white pawn · h2 white pawn · a1 white rook · g1 white king | c8 black bishop · g8 black king · d7 black knight · e7 black queen · f7 black rook · h7 black pawn · c6 black pawn · e6 black pawn · g6 black pawn · b5 black pawn · c5 white pawn · d5 black pawn · e5 white pawn · b4 white pawn · d4 white queen · f4 white pawn · b2 white knight · e2 white bishop · g2 white pawn · h2 white pawn · a1 white rook · g1 white king | c8 black bishop · g8 black king · d7 black knight · e7 black queen · f7 black rook · h7 black pawn · c6 black pawn · e6 black pawn · g6 black pawn · b5 black pawn · c5 white pawn · d5 black pawn · e5 white pawn · b4 white pawn · d4 white queen · f4 white pawn · b2 white knight · e2 white bishop · g2 white pawn · h2 white pawn · a1 white rook · g1 white king | c8 black bishop · g8 black king · d7 black knight · e7 black queen · f7 black rook · h7 black pawn · c6 black pawn · e6 black pawn · g6 black pawn · b5 black pawn · c5 white pawn · d5 black pawn · e5 white pawn · b4 white pawn · d4 white queen · f4 white pawn · b2 white knight · e2 white bishop · g2 white pawn · h2 white pawn · a1 white rook · g1 white king | 5 |
| 4 | c8 black bishop · g8 black king · d7 black knight · e7 black queen · f7 black rook · h7 black pawn · c6 black pawn · e6 black pawn · g6 black pawn · b5 black pawn · c5 white pawn · d5 black pawn · e5 white pawn · b4 white pawn · d4 white queen · f4 white pawn · b2 white knight · e2 white bishop · g2 white pawn · h2 white pawn · a1 white rook · g1 white king | c8 black bishop · g8 black king · d7 black knight · e7 black queen · f7 black rook · h7 black pawn · c6 black pawn · e6 black pawn · g6 black pawn · b5 black pawn · c5 white pawn · d5 black pawn · e5 white pawn · b4 white pawn · d4 white queen · f4 white pawn · b2 white knight · e2 white bishop · g2 white pawn · h2 white pawn · a1 white rook · g1 white king | c8 black bishop · g8 black king · d7 black knight · e7 black queen · f7 black rook · h7 black pawn · c6 black pawn · e6 black pawn · g6 black pawn · b5 black pawn · c5 white pawn · d5 black pawn · e5 white pawn · b4 white pawn · d4 white queen · f4 white pawn · b2 white knight · e2 white bishop · g2 white pawn · h2 white pawn · a1 white rook · g1 white king | c8 black bishop · g8 black king · d7 black knight · e7 black queen · f7 black rook · h7 black pawn · c6 black pawn · e6 black pawn · g6 black pawn · b5 black pawn · c5 white pawn · d5 black pawn · e5 white pawn · b4 white pawn · d4 white queen · f4 white pawn · b2 white knight · e2 white bishop · g2 white pawn · h2 white pawn · a1 white rook · g1 white king | c8 black bishop · g8 black king · d7 black knight · e7 black queen · f7 black rook · h7 black pawn · c6 black pawn · e6 black pawn · g6 black pawn · b5 black pawn · c5 white pawn · d5 black pawn · e5 white pawn · b4 white pawn · d4 white queen · f4 white pawn · b2 white knight · e2 white bishop · g2 white pawn · h2 white pawn · a1 white rook · g1 white king | c8 black bishop · g8 black king · d7 black knight · e7 black queen · f7 black rook · h7 black pawn · c6 black pawn · e6 black pawn · g6 black pawn · b5 black pawn · c5 white pawn · d5 black pawn · e5 white pawn · b4 white pawn · d4 white queen · f4 white pawn · b2 white knight · e2 white bishop · g2 white pawn · h2 white pawn · a1 white rook · g1 white king | c8 black bishop · g8 black king · d7 black knight · e7 black queen · f7 black rook · h7 black pawn · c6 black pawn · e6 black pawn · g6 black pawn · b5 black pawn · c5 white pawn · d5 black pawn · e5 white pawn · b4 white pawn · d4 white queen · f4 white pawn · b2 white knight · e2 white bishop · g2 white pawn · h2 white pawn · a1 white rook · g1 white king | c8 black bishop · g8 black king · d7 black knight · e7 black queen · f7 black rook · h7 black pawn · c6 black pawn · e6 black pawn · g6 black pawn · b5 black pawn · c5 white pawn · d5 black pawn · e5 white pawn · b4 white pawn · d4 white queen · f4 white pawn · b2 white knight · e2 white bishop · g2 white pawn · h2 white pawn · a1 white rook · g1 white king | 4 |
| 3 | c8 black bishop · g8 black king · d7 black knight · e7 black queen · f7 black rook · h7 black pawn · c6 black pawn · e6 black pawn · g6 black pawn · b5 black pawn · c5 white pawn · d5 black pawn · e5 white pawn · b4 white pawn · d4 white queen · f4 white pawn · b2 white knight · e2 white bishop · g2 white pawn · h2 white pawn · a1 white rook · g1 white king | c8 black bishop · g8 black king · d7 black knight · e7 black queen · f7 black rook · h7 black pawn · c6 black pawn · e6 black pawn · g6 black pawn · b5 black pawn · c5 white pawn · d5 black pawn · e5 white pawn · b4 white pawn · d4 white queen · f4 white pawn · b2 white knight · e2 white bishop · g2 white pawn · h2 white pawn · a1 white rook · g1 white king | c8 black bishop · g8 black king · d7 black knight · e7 black queen · f7 black rook · h7 black pawn · c6 black pawn · e6 black pawn · g6 black pawn · b5 black pawn · c5 white pawn · d5 black pawn · e5 white pawn · b4 white pawn · d4 white queen · f4 white pawn · b2 white knight · e2 white bishop · g2 white pawn · h2 white pawn · a1 white rook · g1 white king | c8 black bishop · g8 black king · d7 black knight · e7 black queen · f7 black rook · h7 black pawn · c6 black pawn · e6 black pawn · g6 black pawn · b5 black pawn · c5 white pawn · d5 black pawn · e5 white pawn · b4 white pawn · d4 white queen · f4 white pawn · b2 white knight · e2 white bishop · g2 white pawn · h2 white pawn · a1 white rook · g1 white king | c8 black bishop · g8 black king · d7 black knight · e7 black queen · f7 black rook · h7 black pawn · c6 black pawn · e6 black pawn · g6 black pawn · b5 black pawn · c5 white pawn · d5 black pawn · e5 white pawn · b4 white pawn · d4 white queen · f4 white pawn · b2 white knight · e2 white bishop · g2 white pawn · h2 white pawn · a1 white rook · g1 white king | c8 black bishop · g8 black king · d7 black knight · e7 black queen · f7 black rook · h7 black pawn · c6 black pawn · e6 black pawn · g6 black pawn · b5 black pawn · c5 white pawn · d5 black pawn · e5 white pawn · b4 white pawn · d4 white queen · f4 white pawn · b2 white knight · e2 white bishop · g2 white pawn · h2 white pawn · a1 white rook · g1 white king | c8 black bishop · g8 black king · d7 black knight · e7 black queen · f7 black rook · h7 black pawn · c6 black pawn · e6 black pawn · g6 black pawn · b5 black pawn · c5 white pawn · d5 black pawn · e5 white pawn · b4 white pawn · d4 white queen · f4 white pawn · b2 white knight · e2 white bishop · g2 white pawn · h2 white pawn · a1 white rook · g1 white king | c8 black bishop · g8 black king · d7 black knight · e7 black queen · f7 black rook · h7 black pawn · c6 black pawn · e6 black pawn · g6 black pawn · b5 black pawn · c5 white pawn · d5 black pawn · e5 white pawn · b4 white pawn · d4 white queen · f4 white pawn · b2 white knight · e2 white bishop · g2 white pawn · h2 white pawn · a1 white rook · g1 white king | 3 |
| 2 | c8 black bishop · g8 black king · d7 black knight · e7 black queen · f7 black rook · h7 black pawn · c6 black pawn · e6 black pawn · g6 black pawn · b5 black pawn · c5 white pawn · d5 black pawn · e5 white pawn · b4 white pawn · d4 white queen · f4 white pawn · b2 white knight · e2 white bishop · g2 white pawn · h2 white pawn · a1 white rook · g1 white king | c8 black bishop · g8 black king · d7 black knight · e7 black queen · f7 black rook · h7 black pawn · c6 black pawn · e6 black pawn · g6 black pawn · b5 black pawn · c5 white pawn · d5 black pawn · e5 white pawn · b4 white pawn · d4 white queen · f4 white pawn · b2 white knight · e2 white bishop · g2 white pawn · h2 white pawn · a1 white rook · g1 white king | c8 black bishop · g8 black king · d7 black knight · e7 black queen · f7 black rook · h7 black pawn · c6 black pawn · e6 black pawn · g6 black pawn · b5 black pawn · c5 white pawn · d5 black pawn · e5 white pawn · b4 white pawn · d4 white queen · f4 white pawn · b2 white knight · e2 white bishop · g2 white pawn · h2 white pawn · a1 white rook · g1 white king | c8 black bishop · g8 black king · d7 black knight · e7 black queen · f7 black rook · h7 black pawn · c6 black pawn · e6 black pawn · g6 black pawn · b5 black pawn · c5 white pawn · d5 black pawn · e5 white pawn · b4 white pawn · d4 white queen · f4 white pawn · b2 white knight · e2 white bishop · g2 white pawn · h2 white pawn · a1 white rook · g1 white king | c8 black bishop · g8 black king · d7 black knight · e7 black queen · f7 black rook · h7 black pawn · c6 black pawn · e6 black pawn · g6 black pawn · b5 black pawn · c5 white pawn · d5 black pawn · e5 white pawn · b4 white pawn · d4 white queen · f4 white pawn · b2 white knight · e2 white bishop · g2 white pawn · h2 white pawn · a1 white rook · g1 white king | c8 black bishop · g8 black king · d7 black knight · e7 black queen · f7 black rook · h7 black pawn · c6 black pawn · e6 black pawn · g6 black pawn · b5 black pawn · c5 white pawn · d5 black pawn · e5 white pawn · b4 white pawn · d4 white queen · f4 white pawn · b2 white knight · e2 white bishop · g2 white pawn · h2 white pawn · a1 white rook · g1 white king | c8 black bishop · g8 black king · d7 black knight · e7 black queen · f7 black rook · h7 black pawn · c6 black pawn · e6 black pawn · g6 black pawn · b5 black pawn · c5 white pawn · d5 black pawn · e5 white pawn · b4 white pawn · d4 white queen · f4 white pawn · b2 white knight · e2 white bishop · g2 white pawn · h2 white pawn · a1 white rook · g1 white king | c8 black bishop · g8 black king · d7 black knight · e7 black queen · f7 black rook · h7 black pawn · c6 black pawn · e6 black pawn · g6 black pawn · b5 black pawn · c5 white pawn · d5 black pawn · e5 white pawn · b4 white pawn · d4 white queen · f4 white pawn · b2 white knight · e2 white bishop · g2 white pawn · h2 white pawn · a1 white rook · g1 white king | 2 |
| 1 | c8 black bishop · g8 black king · d7 black knight · e7 black queen · f7 black rook · h7 black pawn · c6 black pawn · e6 black pawn · g6 black pawn · b5 black pawn · c5 white pawn · d5 black pawn · e5 white pawn · b4 white pawn · d4 white queen · f4 white pawn · b2 white knight · e2 white bishop · g2 white pawn · h2 white pawn · a1 white rook · g1 white king | c8 black bishop · g8 black king · d7 black knight · e7 black queen · f7 black rook · h7 black pawn · c6 black pawn · e6 black pawn · g6 black pawn · b5 black pawn · c5 white pawn · d5 black pawn · e5 white pawn · b4 white pawn · d4 white queen · f4 white pawn · b2 white knight · e2 white bishop · g2 white pawn · h2 white pawn · a1 white rook · g1 white king | c8 black bishop · g8 black king · d7 black knight · e7 black queen · f7 black rook · h7 black pawn · c6 black pawn · e6 black pawn · g6 black pawn · b5 black pawn · c5 white pawn · d5 black pawn · e5 white pawn · b4 white pawn · d4 white queen · f4 white pawn · b2 white knight · e2 white bishop · g2 white pawn · h2 white pawn · a1 white rook · g1 white king | c8 black bishop · g8 black king · d7 black knight · e7 black queen · f7 black rook · h7 black pawn · c6 black pawn · e6 black pawn · g6 black pawn · b5 black pawn · c5 white pawn · d5 black pawn · e5 white pawn · b4 white pawn · d4 white queen · f4 white pawn · b2 white knight · e2 white bishop · g2 white pawn · h2 white pawn · a1 white rook · g1 white king | c8 black bishop · g8 black king · d7 black knight · e7 black queen · f7 black rook · h7 black pawn · c6 black pawn · e6 black pawn · g6 black pawn · b5 black pawn · c5 white pawn · d5 black pawn · e5 white pawn · b4 white pawn · d4 white queen · f4 white pawn · b2 white knight · e2 white bishop · g2 white pawn · h2 white pawn · a1 white rook · g1 white king | c8 black bishop · g8 black king · d7 black knight · e7 black queen · f7 black rook · h7 black pawn · c6 black pawn · e6 black pawn · g6 black pawn · b5 black pawn · c5 white pawn · d5 black pawn · e5 white pawn · b4 white pawn · d4 white queen · f4 white pawn · b2 white knight · e2 white bishop · g2 white pawn · h2 white pawn · a1 white rook · g1 white king | c8 black bishop · g8 black king · d7 black knight · e7 black queen · f7 black rook · h7 black pawn · c6 black pawn · e6 black pawn · g6 black pawn · b5 black pawn · c5 white pawn · d5 black pawn · e5 white pawn · b4 white pawn · d4 white queen · f4 white pawn · b2 white knight · e2 white bishop · g2 white pawn · h2 white pawn · a1 white rook · g1 white king | c8 black bishop · g8 black king · d7 black knight · e7 black queen · f7 black rook · h7 black pawn · c6 black pawn · e6 black pawn · g6 black pawn · b5 black pawn · c5 white pawn · d5 black pawn · e5 white pawn · b4 white pawn · d4 white queen · f4 white pawn · b2 white knight · e2 white bishop · g2 white pawn · h2 white pawn · a1 white rook · g1 white king | 1 |
|   | a | b | c | d | e | f | g | h |   |

Trong trung cuộc, một người chơi có trong tay chỉ một quân Tượng thường nên đặt các quân Tốt ở những ô khác màu với quân Tượng đó. Điều này sẽ cho phép người chơi kiểm soát được nhiều ô hơn, giúp Tượng có thể di chuyển thoải mái giữa đám Tốt, đồng thời hạn chế việc Tốt đối phương nằm ở những ô khác màu với Tượng, qua đó Tượng có thể tấn công chúng. Quân Tượng như vậy được gọi là quân Tượng "tốt", hay Tượng tích cực, Tượng mạnh.
Ngược lại, một quân Tượng mà bị cản trở bởi những quân Tốt "đồng đội" thường sẽ được gọi là quân "Tượng xấu". Một ví dụ đó là quân Tượng ô trắng của Đen trong khai cuộc Phòng thủ Pháp. Tuy vậy, một quân Tượng "xấu" không phải lúc nào cũng là điểm yếu, đặc biệt khi nó nằm ngoài dãy xích Tốt. Bên cạnh đó, sở hữu một quân Tượng "xấu" có thể là lợi thế trong cờ tàn Tượng khác màu. Mà kể cả khi Tượng xấu nằm ở một vị trí bị động, kém tích cực, nó vẫn có thể là một quân phòng thủ hữu dụng; như câu nói châm biếm nổi tiếng của Đại kiện tướng Mihai Suba: "Tượng xấu bảo vệ Tốt mạnh."
Trong thế cờ trích từ ván Krasenkow - Zvjaginsev (hình bên), Tượng Đen ở c8 đang bị phong tỏa bởi một số lượng Tốt dày đặc, nên thực tế là Đen đang chơi với một quân kém hơn. Mặc dù Tốt của Đen cũng gây trở ngại cho Tượng Trắng ở e2, nhưng quân Tượng này có năng lực tấn công đối phương vượt trội, do đó nó là một quân Tượng tốt, trái ngược với Tượng Đen là một quân Tượng xấu. Bên Đen chịu thua sau 10 nước tiếp theo.

### Fianchetto
Một quân Tượng có thể fianchetto, tức là di chuyển lên các ô b2, g2 đối với Trắng và b7, g7 đối với Đen. Ví dụ, bên Trắng sau khi chơi nước g2-g3 thì tiếp theo có thể chơi Tf1-Tg2, và ta có Tượng ở g2 được gọi là quân Tượng fianchetto. Chơi như ví dụ trên có thể tạo nên một sự phòng thủ mạnh cho Vua sau khi nhập thành ngắn (khi đó Vua ở g1), và Tượng thường có khả năng gây áp lực mạnh lên đường chéo dài (ở đây là đường chéo h1-a8). Nhìn chung không nên từ bỏ quân Tượng fianchetto một cách hời hợt (đổi lấy quân khác), bởi như vậy sẽ tạo ra những lỗ hổng và đó có thể là yếu điểm nghiêm trọng, đặc biệt khi Vua nhập thành cùng cánh với quân Tượng đó.
Dù vậy thì trong một số diễn biến khai cuộc hiện đại Tượng fianchetto có thể đổi lấy Mã để gây nên tình trạng Tốt chồng cho đối phương, ví dụ như diễn biến sắc nét bắt nguồn từ Roman Dzindzichashvili: 1.d4 g6 2.c4 Tg7 3.Mc3 c5 4.d5 Txc3+!? 5.bxc3 f5. Đổi quân Tượng fianchetto cánh Hậu lấy Mã thường ít có vấn đề hơn. Ví dụ, trong ván Karpov–Browne diễn ra tại San Antonio năm 1972, sau khi 1.c4 c5 2.b3 Mf6 3.Tb2 g6?!, Karpov đổi quân Tượng fianchetto lấy Mã với 4.Txf6! exf6 5.Mc3, gây nên tình trạng Tốt chồng cho Đen và lổ hổng ở d5.

### Tàn cuộc
Một dạng cờ tàn mà trong đó mỗi người chơi chỉ có một Tượng và hai quân Tượng đó không nằm cùng ô màu với nhau thường dẫn tới kết quả hòa kể cả khi một bên có hơn một hoặc đôi khi là hai Tốt. Hai bên có xu hướng kiểm soát những ô khác màu, và kết quả là một thế trận bế tắc. Tuy nhiên nếu hai quân Tượng ở các ô cùng màu thì chỉ cần lợi thế thế trận cũng có thể là đủ để thắng (Mednis 1990:133–34).

#### Tượng khác màu
|   | a                                                                                                 | b                                                                                                 | c                                                                                                 | d                                                                                                 | e                                                                                                 | f                                                                                                 | g                                                                                                 | h                                                                                                 |   |
| 8 | d6 black bishop · f4 black pawn · g4 black pawn · h4 black king · e2 white bishop · g2 white king | d6 black bishop · f4 black pawn · g4 black pawn · h4 black king · e2 white bishop · g2 white king | d6 black bishop · f4 black pawn · g4 black pawn · h4 black king · e2 white bishop · g2 white king | d6 black bishop · f4 black pawn · g4 black pawn · h4 black king · e2 white bishop · g2 white king | d6 black bishop · f4 black pawn · g4 black pawn · h4 black king · e2 white bishop · g2 white king | d6 black bishop · f4 black pawn · g4 black pawn · h4 black king · e2 white bishop · g2 white king | d6 black bishop · f4 black pawn · g4 black pawn · h4 black king · e2 white bishop · g2 white king | d6 black bishop · f4 black pawn · g4 black pawn · h4 black king · e2 white bishop · g2 white king | 8 |
| 7 | d6 black bishop · f4 black pawn · g4 black pawn · h4 black king · e2 white bishop · g2 white king | d6 black bishop · f4 black pawn · g4 black pawn · h4 black king · e2 white bishop · g2 white king | d6 black bishop · f4 black pawn · g4 black pawn · h4 black king · e2 white bishop · g2 white king | d6 black bishop · f4 black pawn · g4 black pawn · h4 black king · e2 white bishop · g2 white king | d6 black bishop · f4 black pawn · g4 black pawn · h4 black king · e2 white bishop · g2 white king | d6 black bishop · f4 black pawn · g4 black pawn · h4 black king · e2 white bishop · g2 white king | d6 black bishop · f4 black pawn · g4 black pawn · h4 black king · e2 white bishop · g2 white king | d6 black bishop · f4 black pawn · g4 black pawn · h4 black king · e2 white bishop · g2 white king | 7 |
| 6 | d6 black bishop · f4 black pawn · g4 black pawn · h4 black king · e2 white bishop · g2 white king | d6 black bishop · f4 black pawn · g4 black pawn · h4 black king · e2 white bishop · g2 white king | d6 black bishop · f4 black pawn · g4 black pawn · h4 black king · e2 white bishop · g2 white king | d6 black bishop · f4 black pawn · g4 black pawn · h4 black king · e2 white bishop · g2 white king | d6 black bishop · f4 black pawn · g4 black pawn · h4 black king · e2 white bishop · g2 white king | d6 black bishop · f4 black pawn · g4 black pawn · h4 black king · e2 white bishop · g2 white king | d6 black bishop · f4 black pawn · g4 black pawn · h4 black king · e2 white bishop · g2 white king | d6 black bishop · f4 black pawn · g4 black pawn · h4 black king · e2 white bishop · g2 white king | 6 |
| 5 | d6 black bishop · f4 black pawn · g4 black pawn · h4 black king · e2 white bishop · g2 white king | d6 black bishop · f4 black pawn · g4 black pawn · h4 black king · e2 white bishop · g2 white king | d6 black bishop · f4 black pawn · g4 black pawn · h4 black king · e2 white bishop · g2 white king | d6 black bishop · f4 black pawn · g4 black pawn · h4 black king · e2 white bishop · g2 white king | d6 black bishop · f4 black pawn · g4 black pawn · h4 black king · e2 white bishop · g2 white king | d6 black bishop · f4 black pawn · g4 black pawn · h4 black king · e2 white bishop · g2 white king | d6 black bishop · f4 black pawn · g4 black pawn · h4 black king · e2 white bishop · g2 white king | d6 black bishop · f4 black pawn · g4 black pawn · h4 black king · e2 white bishop · g2 white king | 5 |
| 4 | d6 black bishop · f4 black pawn · g4 black pawn · h4 black king · e2 white bishop · g2 white king | d6 black bishop · f4 black pawn · g4 black pawn · h4 black king · e2 white bishop · g2 white king | d6 black bishop · f4 black pawn · g4 black pawn · h4 black king · e2 white bishop · g2 white king | d6 black bishop · f4 black pawn · g4 black pawn · h4 black king · e2 white bishop · g2 white king | d6 black bishop · f4 black pawn · g4 black pawn · h4 black king · e2 white bishop · g2 white king | d6 black bishop · f4 black pawn · g4 black pawn · h4 black king · e2 white bishop · g2 white king | d6 black bishop · f4 black pawn · g4 black pawn · h4 black king · e2 white bishop · g2 white king | d6 black bishop · f4 black pawn · g4 black pawn · h4 black king · e2 white bishop · g2 white king | 4 |
| 3 | d6 black bishop · f4 black pawn · g4 black pawn · h4 black king · e2 white bishop · g2 white king | d6 black bishop · f4 black pawn · g4 black pawn · h4 black king · e2 white bishop · g2 white king | d6 black bishop · f4 black pawn · g4 black pawn · h4 black king · e2 white bishop · g2 white king | d6 black bishop · f4 black pawn · g4 black pawn · h4 black king · e2 white bishop · g2 white king | d6 black bishop · f4 black pawn · g4 black pawn · h4 black king · e2 white bishop · g2 white king | d6 black bishop · f4 black pawn · g4 black pawn · h4 black king · e2 white bishop · g2 white king | d6 black bishop · f4 black pawn · g4 black pawn · h4 black king · e2 white bishop · g2 white king | d6 black bishop · f4 black pawn · g4 black pawn · h4 black king · e2 white bishop · g2 white king | 3 |
| 2 | d6 black bishop · f4 black pawn · g4 black pawn · h4 black king · e2 white bishop · g2 white king | d6 black bishop · f4 black pawn · g4 black pawn · h4 black king · e2 white bishop · g2 white king | d6 black bishop · f4 black pawn · g4 black pawn · h4 black king · e2 white bishop · g2 white king | d6 black bishop · f4 black pawn · g4 black pawn · h4 black king · e2 white bishop · g2 white king | d6 black bishop · f4 black pawn · g4 black pawn · h4 black king · e2 white bishop · g2 white king | d6 black bishop · f4 black pawn · g4 black pawn · h4 black king · e2 white bishop · g2 white king | d6 black bishop · f4 black pawn · g4 black pawn · h4 black king · e2 white bishop · g2 white king | d6 black bishop · f4 black pawn · g4 black pawn · h4 black king · e2 white bishop · g2 white king | 2 |
| 1 | d6 black bishop · f4 black pawn · g4 black pawn · h4 black king · e2 white bishop · g2 white king | d6 black bishop · f4 black pawn · g4 black pawn · h4 black king · e2 white bishop · g2 white king | d6 black bishop · f4 black pawn · g4 black pawn · h4 black king · e2 white bishop · g2 white king | d6 black bishop · f4 black pawn · g4 black pawn · h4 black king · e2 white bishop · g2 white king | d6 black bishop · f4 black pawn · g4 black pawn · h4 black king · e2 white bishop · g2 white king | d6 black bishop · f4 black pawn · g4 black pawn · h4 black king · e2 white bishop · g2 white king | d6 black bishop · f4 black pawn · g4 black pawn · h4 black king · e2 white bishop · g2 white king | d6 black bishop · f4 black pawn · g4 black pawn · h4 black king · e2 white bishop · g2 white king | 1 |
|   | a                                                                                                 | b                                                                                                 | c                                                                                                 | d                                                                                                 | e                                                                                                 | f                                                                                                 | g                                                                                                 | h                                                                                                 |   |

Thế cờ hình bên trích từ ván Wolf – Leonhardt cho ta thấy một sự thiết lập phòng thủ quan trọng. Đen không thể tiến triển thêm được gì nữa, bởi Tượng Trắng đang buộc Vua Đen phải bảo vệ Tốt g4 đồng thời ngăn chặn nước tiến Tốt f3+ vì quân Tượng ăn vào f3, sau đó Đen lấy Tốt g ăn Tượng thì Vua Trắng sẽ ăn lại Tốt và hòa ngay lập tức, hoặc Đen tiến Tốt (g4-g3) cũng dẫn tới một thế cờ hòa đơn giản. Còn nếu Đen chọn nước khác thay vì f4-f3, Trắng sẽ liên tục di chuyển Tượng qua lại các ô d1 và e2 (Müller & Lamprecht 2001:118).
Nếu hai Tốt liên kết với nhau và chúng tiến được tới hàng ngang thứ sáu của mình thì bên sở hữu hai Tốt thường sẽ giành chiến thắng, còn không thì ván đấu có thể kết thúc hòa (như ví dụ trên). Nếu hai Tốt bị ngăn cách bởi một cột, kết quả cũng thường là hòa. Nhưng nếu khoảng cách giữa chúng càng xa thì cơ hội chiến thắng cho bên mạnh (bên có hai Tốt) sẽ càng lớn hơn.(Fine & Benko 2003:184–204)
Trong một số trường hợp có nhiều Tốt trên bàn cờ, một bên có những quân Tốt yếu sẽ bất lợi hơn. Trong ván đấu năm 1925 giữa Efim Bogoljubov và Max Blümich, (hình bên) Đen có những quân Tốt yếu, đó là hai quân Tốt cô lập bên cánh Hậu và hai Tốt chồng bên cánh Vua (Reinfeld 1947:80–81). Diễn biến tiếp theo như sau:
29. Vd2 Ve7
30. Vc3 f6
31. Vd4 Te6
32. Vc5 Vd7
33. Vb6 g5
34. Vxa6 Vc7
35. Tb6+ Vc8
36. Tc5 Vc7
37. Tf8 f5
38. Txg7 f4
39. Tf6 f3
40. gxf3 exf3
41. Txg5 Txh3
42. Tf4+ 1-0

#### Tượng sai
Giả sử với một tàn cuộc mà có một quân Tượng, thì trong một vài trường hợp quân Tượng đó có thể là "Tượng sai" (hay Tượng không phù hợp, không đúng; wrong bishop), nói lên rằng quân Tượng nằm ở ô màu không đúng, không thể phục vụ cho một mục đích nào đó (thường là phong cấp một quân Tốt). Ví dụ, với chỉ hai quân: một Tốt biên và một Tượng, nếu quân Tượng không thể kiểm soát được ô phong cấp của Tốt thì nó sẽ được gọi là "Tượng sai" hoặc quân Tốt đó sẽ được gọi là Tốt biên sai (wrong rook pawn). Điều này là nguyên nhân trực tiếp dẫn tới kết quả hòa trong một số tình huống. (trong khi nếu Tượng ở ô màu kia thì bên sở hữu nó đã có được thắng lợi)

## Mã Unicode
Unicode định ra hai codepoint cho Tượng:
♗ U+2657 Tượng Trắng (HTML &#9815;)
♝ U+265D Tượng Đen (HTML &#9821;)